# Olympische Winterspiele 1972
Die Olympischen Winterspiele 1972 (auch XI. Olympische Winterspiele; jap. 第11回オリンピック冬季競技大会, Daijūikkai orinpikku tōkikyōgitaika) fanden vom 3. bis 13. Februar 1972 in Sapporo statt, der Hauptstadt der nördlichsten japanischen Präfektur Hokkaidō. Zum ersten Mal in der Geschichte Olympischer Winterspiele wurden sie in einer Stadt mit mehr als einer Million Einwohnern veranstaltet. Es war auch das erste Mal, dass sie außerhalb Europas oder Nordamerikas stattfanden. Sapporo hatte den Zuschlag für die Winterspiele 1940 erhalten, konnte sie jedoch wegen des Pazifikkriegs nicht durchführen. Die Winterspiele 1972 waren die zweiten Olympischen Spiele in Japan bzw. Asien nach den Sommerspielen 1964 in Tokio. Alle Sportanlagen wurden im Hinblick auf diese Veranstaltung neu errichtet oder umgebaut. Mit einer Ausnahme befanden sie sich weniger als 15 km vom Stadtzentrum entfernt.
Die Wettkämpfe fanden in 35 Disziplinen statt, in denen 1008 Sportler aus 35 Ländern antraten, darunter 206 Frauen. Die erfolgreichsten Sportler waren die sowjetische Langläuferin Galina Kulakowa und der niederländische Eisschnellläufer Ard Schenk mit je drei Goldmedaillen. Erfolgreichste Delegation war jene der Sowjetunion. Die zweiterfolgreichste Nation, die DDR, hatte bereits 1968 eine von der Bundesrepublik Deutschland getrennte Mannschaft gestellt, trat aber erstmals mit eigener Flagge und Nationalhymne in Erscheinung. Die Schweiz erlebte die „goldenen Tage von Sapporo“ und war so erfolgreich wie nie zuvor. In Österreich sorgte der Ausschluss des Skirennläufers Karl Schranz wegen Verstößen gegen das Amateurstatut für große Empörung.
| Medaillenspiegel               | Medaillenspiegel   | Medaillenspiegel | Medaillenspiegel | Medaillenspiegel | Medaillenspiegel |
| Platz                          | Land               | G                | S                | B                | Ges.             |
| ------------------------------ | ------------------ | ---------------- | ---------------- | ---------------- | ---------------- |
| 1                              | Sowjetunion        | 8                | 5                | 3                | 16               |
| 2                              | DDR                | 4                | 3                | 7                | 14               |
| 3                              | Schweiz            | 4                | 3                | 3                | 10               |
| 4                              | Niederlande        | 4                | 3                | 2                | 9                |
| 5                              | Vereinigte Staaten | 3                | 2                | 3                | 8                |
| 6                              | BR Deutschland     | 3                | 1                | 1                | 5                |
| 7                              | Norwegen           | 2                | 5                | 5                | 12               |
| 8                              | Italien            | 2                | 2                | 1                | 5                |
| 9                              | Österreich         | 1                | 2                | 2                | 5                |
| 10                             | Schweden           | 1                | 1                | 2                | 4                |
| Vollständiger Medaillenspiegel |                    |                  |                  |                  |                  |

## Wahl des Austragungsortes
Die Winterspiele in Sapporo hatten eine über drei Jahrzehnte lange Vorlaufzeit. Auf der 35. Session des Internationalen Olympischen Komitees (IOC) am 31. Juli 1936 in Berlin wurden die Olympischen Sommerspiele 1940 an Tokio vergeben. Die japanische Regierung äußerte den Wunsch, auch die Winterspiele 1940 durchzuführen. Da es keine anderen Kandidaturen gab, erhielt Sapporo am 9. Juni 1937 auf der 36. Session in Warschau einstimmig den Zuschlag. Einen Monat später brach der Zweite Japanisch-Chinesische Krieg aus, was die Organisation erschwerte. Ende 1937 beschloss die Regierung, das Organisationskomitee für Sapporo aufzulösen und jenem für Tokio anzugliedern. Die Winterspiele sollten vom 3. bis 14. Februar 1940 stattfinden.
Auf der 37. Session in Kairo im März 1938 beriet das IOC einen Antrag des nicht anwesenden chinesischen Mitglieds Wang Zhengting. Er forderte, Japan aufgrund des anhaltenden Krieges die Spiele zu entziehen. Das IOC hielt zwar an den Austragungsorten fest, doch Präsident Henri de Baillet-Latour bereitete im Hintergrund Schritte vor, die eine freiwillige Rückgabe in Anbetracht wachsender innerjapanischer Kritik ermöglichen sollten. Nachdem die kriegsbedingte Austeritätspolitik bereits zur Absage der geplanten Weltausstellung geführt hatte, entzog die Regierung dem Organisationskomitee am 14. Juli 1938 endgültig die Unterstützung. Das IOC vergab die Winterspiele 1940 zweieinhalb Monate später an St. Moritz. Da ein Streit um die Zulassung von Skilehrern zu den alpinen Skirennen entbrannte, war das Schweizerische Olympische Comité nicht bereit, die Austragung zu unterstützen. In einer geheimen Abstimmung vergab das IOC die Winterspiele daraufhin an Garmisch-Partenkirchen. Mit dem Ausbruch des Zweiten Weltkriegs mussten diese endgültig abgesagt werden.
| Ort            | Land               | Stimmen |
| -------------- | ------------------ | ------- |
| Sapporo        | Japan              | 32      |
| Banff          | Kanada             | 16      |
| Lahti          | Finnland           | 07      |
| Salt Lake City | Vereinigte Staaten | 07      |

Ermutigt durch die Vergabe der Olympischen Sommerspiele 1964 an Tokio im Mai 1959 bildete sich unter der Leitung des Japanischen Olympischen Komitees (JOC) ein „Einladungskomitee“, das auch die Winterspiele 1968 nach Japan holen sollte. Nach Feldstudien und Erhebungen bei Sportverbänden setzte sich Sapporo gegen sieben andere Städte durch. Die Regierung sicherte ihre Unterstützung zu, woraufhin das JOC im Februar 1963 beim IOC eine offizielle Kandidatur einreichte. Auf der 62. IOC-Session in Innsbruck am 29. Januar 1964 war Sapporo chancenlos. Die Stadt erhielt im ersten Wahlgang nur sechs Stimmen und war damit die viertbeste von sechs Kandidaturen; den Zuschlag erhielt Grenoble.
Sapporos Stadtparlament untersuchte daraufhin sämtliche Aspekte der gescheiterten Kandidatur und beschloss eine weitere für 1972. Von zentraler Bedeutung für die intensivierten Bemühungen war die Pflege von Beziehungen zu Entscheidungsträgern der olympischen Bewegung – insbesondere in Afrika, im Mittleren Osten, in Osteuropa und in Südamerika. Dazu gehörten Besuche bei internationalen Sportveranstaltungen sowie Einladungen nach Sapporo. Während der Sommerspiele 1964 besuchten 24 IOC-Mitglieder die Stadt. Darüber hinaus boten Unternehmen und unabhängige Gruppierungen ihre Unterstützung an. Auf der 64. IOC-Session in Madrid reichte Bürgermeister Yosaku Harada am 6. Oktober 1965 die Kandidatur offiziell ein. Die Entscheidung fiel am 26. April 1966 auf der 65. Session in Rom: Bereits im ersten Wahlgang erhielt Sapporo die Mehrheit der abgegebenen Stimmen, vor Banff, Lahti und Salt Lake City.

## Organisation und Vorbereitung

### Organisationskomitee
Am 26. Juli 1966 bildete sich das Organisationskomitee, bestehend aus dem Komiteerat, der Geschäftsleitung und dem Generalsekretariat. Ab 1. Oktober 1966 hatte es die Rechtsform einer gemeinnützigen Stiftung. Das Generalsekretariat besaß neun Hauptabteilungen, zuständig für Sportanlagen, sonstige Anlagen, Design, Technologie, Verkehr und Transport, Medizin und Hygiene, Presse sowie Zeremonien. Präsident des Organisationskomitees war Kōgorō Uemura, damaliger Vizepräsident (und ab 1968 Präsident) des Wirtschaftsdachverbandes Nippon Keidanren. Die Anzahl der Mitarbeiter wuchs kontinuierlich und erreichte im Februar 1972 mit 392 Personen den Höchststand. Dabei handelte es sich überwiegend um Beamte der Staats-, Präfektur- und Stadtverwaltung, die für diesen Zweck abkommandiert worden waren. Unterstützendes Personal stammte aus den Reihen der Selbstverteidigungsstreitkräfte, der Präfekturpolizei und der Feuerwehr. Zusammen mit Temporärangestellten aus der Privatwirtschaft ergab dies einen Personalbestand von 16.373.
Das Parlament verabschiedete im Juli 1967 ein Gesetz, das Subventionen durch das Finanzministerium und die kostenlose Nutzung von Staatseigentum ermöglichte. Ein „vorbereitender Rat“ übernahm die Koordination zwischen jenen Verwaltungsabteilungen, die unterstützende Aufgaben bei Organisation und Planung erfüllten. Der Rat war direkt dem Premierminister unterstellt und setzte sich aus mehreren Vizeministern zusammen. Darüber hinaus koordinierte ein Staatsminister für olympische Angelegenheiten die Zusammenarbeit zwischen dem Parlament, den Regierungsstellen, der Präfekturverwaltung und der Stadt Sapporo. Michita Sakata übte diese Funktion von Dezember 1968 bis Januar 1970 aus, gefolgt von Shin’ichi Nishida bis Juli 1971 und schließlich von Motosaburo Tokai bis zur Eröffnung.

### Finanzen

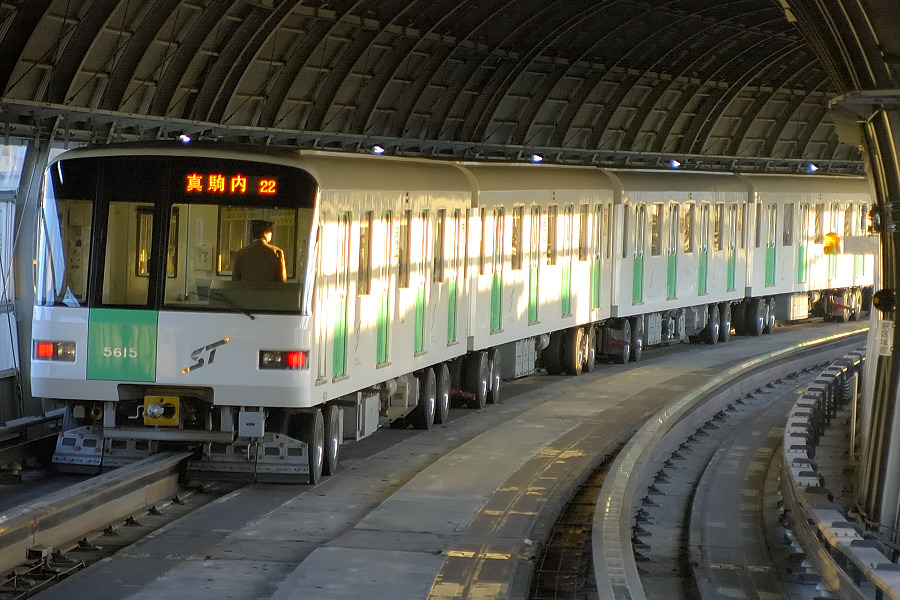
U-Bahn Sapporo

Die direkten Ausgaben betrugen 17,305 Mia. Yen (entspricht 158,981 Mio. Euro im September 2018). Davon entfielen 8,108 Mia. ¥ (74,5 Mio. €) auf Verwaltungskosten und 9,197 Mia. ¥ (83,9 Mio. €) auf den Bau von Sportanlagen. Von letzterer Summe trugen der japanische Staat 4,386 Mia. ¥ (40,3 Mio. €), die Stadt Sapporo 3,096 Mia. ¥ (28,4 Mio. €) und das Organisationskomitee 1,715 Mia. ¥ (15,8 Mio. €). Die mit der Durchführung der Winterspiele zusammenhängenden Verwaltungskosten wurden wie folgt finanziert: Subventionen vom Staat, der Präfektur und der Stadt (2,95 Mia.¥ bzw. 27,1 Mio. €), finanzielle Beiträge von Privatunternehmen und des Sportfonds (2,228 Mia. ¥ bzw. 20,5 Mio. €), Einnahmen aus den Fernsehrechten (1,491 Mia. ¥ bzw. 13,7 Mio. €) und dem Ticketverkauf (706 Mio. ¥ bzw. 6,5 Mio. €) sowie Filmverleih, Darlehen und Liquidation von Liegenschaften (zusammen 616 Mio. ¥ bzw. 5,7 Mio. €). Auf den Rest entfielen diverse weitere Geldquellen.
Zu den Ausgaben im Zusammenhang mit der Organisation kamen staatliche Infrastrukturinvestitionen von insgesamt 201,74 Mia. Yen hinzu (entspricht 1,920 Mia. Euro im September 2018). Allein der Ausbau des Straßennetzes schlug mit 85 Mia. ¥ (781 Mio. €) zu Buche. Auf 42,6 Mia. (391,4 Mio. €) kam der U-Bahnbau zu stehen, auf 13,14 Mia. (120,7 Mio. €) die Vorfinanzierung des Ausbaus des Hotelangebots. Weitere Ausgabenposten waren u. a. eine unterirdische Einkaufspassage in der Innenstadt, die Errichtung des olympischen Dorfes und einer neuen Stadthalle sowie der Ausbau der Flughäfen und des Bahnhofs Sapporo.

### Verkehr
Der Staat, die Präfektur und die Stadt arbeiteten bei der Modernisierung der Straßeninfrastruktur eng mit dem Organisationskomitee zusammen. 41 Straßen mit einer Gesamtlänge von 213 km wurden gebaut, verbreitert, neu befestigt oder auf andere Weise verbessert, um die Sportstätten, das olympische Dorf und die wichtigsten Punkte der Stadt miteinander zu verbinden. Dazu gehörte insbesondere die Sasson-Autobahn in Richtung Otaru, die erste Autobahn auf Hokkaidō. Am 15. Dezember 1971 ging der erste 12,6 km lange Streckenabschnitt der U-Bahn Sapporo in Betrieb. Somit war Sapporo nach Tokio, Osaka und Nagoya die vierte japanische Stadt mit einer U-Bahn. Darüber hinaus wurde der Flughafen Chitose mitsamt den Start- und Landebahnen modernisiert und erweitert, während der regionale Flughafen Okadama kleinere Verbesserungen erfuhr. Der für die Winterspiele eingerichtete Transportdienst nutzte zwischen dem 10. Januar und dem 17. Februar 1972 über 14.700 Fahrzeuge, um Athleten, Offizielle, Journalisten, geladene Gäste, Angestellte, Zuschauer und Material an ihr Ziel zu bringen. Darunter waren rund 6900 Autos, 2800 Kleinbusse, 3100 Reisebusse und 200 Lastwagen.

### Vorolympische Wettkämpfe
Vom 6. bis 14. Februar 1971 fand die „Internationale Wintersportwoche“ statt, um in einer Art Hauptprobe die Funktionstüchtigkeit der neuen Sportanlagen zu testen und die Abläufe zu optimieren. 1427 Sportler, darunter 364 aus dem Ausland, nahmen daran teil. 34 Disziplinen standen auf dem Programm, im Vergleich zu den Winterspielen fehlte nur das Paarlaufen der Eiskunstläufer. Mehrere japanische Wintersportverbände, die zuvor keinerlei Erfahrung mit der Durchführung internationaler Sportanlässe gehabt hatten, konnten wertvolle Erfahrungen sammeln. Ebenfalls getestet wurden die Datenverarbeitung und neu entwickelte elektronische Zeitmesssysteme von Seiko.

## Fackellauf
Am 28. Dezember 1971 wurde in den Ruinen des antiken Olympia die olympische Fackel entzündet. Über Athen gelangte sie zunächst per Flugzeug nach Naha auf Okinawa. Am Neujahrstag 1972 flog man sie zum Flughafen Tokio-Haneda und trug sie ins Nationalstadion, wo das Kaiserpokal-Finale stattfand. Weiter ging es nach Nirasaki, wo man die Flamme teilte und zwei Routen durch den Norden von Honshū begannen. Die östliche führte über Maebashi, Utsunomiya, Fukushima, Sendai und Hachinohe, die westliche über Matsumoto, Nagano, Niigata, Yamagata und Akita, bis sie sich in Aomori wieder vereinigten. Die Flamme gelangte per Schiff nach Hakodate an der Südspitze Hokkaidōs und von dort aus auf drei unterschiedlichen Wegen durch alle Regionen der Insel zum Austragungsort. In Sapporo wurden die drei Flammen am 30. Januar zum zentralen Ōdōri-Park getragen, dort erneut vereinigt und in einer Schale entzündet. Am Eröffnungstag trugen die letzten Läufer die Fackel zum Stadion. Die Route war insgesamt 18.749,8 km lang; wovon 4828,8 km auf Laufstrecken entfielen. 16.300 Läuferinnen und Läufer im Alter von 11 bis 20 Jahren trugen in einheitlicher Kleidung die von Munemichi Yanagi gestaltete Fackel.

## Visuelles Erscheinungsbild
Acht Grafiker gestalteten Entwürfe für das offizielle Logo. Die Wahl fiel auf das Design von Kazumasa Nagai, das aus drei Elementen besteht. Der rote Kreis entspricht der aufgehenden Sonne der Flagge Japans. Eine Schneeflocke, ähnlich wie ein Mon-Symbol gestaltet, repräsentiert den Winter. Ergänzt werden sie durch die olympischen Ringe und den Schriftzug SAPPORO'72. Zwei Gruppen von Piktogrammen wiesen den Besuchern den Weg oder erschienen auf offiziellen Publikationen. Yoshiro Yamashita gestaltete jene für die Sportarten, während die Symbole für Anlagen und Einrichtungen von Shigeo Fukuda stammen und Adaptionen seiner Werke für die Expo ’70 in Osaka sind.
1971 und 1972 gab die japanische Post fünf Sonderbriefmarken mit olympischen Motiven heraus. Weltweit erschienen in 42 Ländern insgesamt 300 Briefmarken mit Bezug zu den Winterspielen. Vier offizielle Plakate, entworfen von renommierten Grafikern und in einer Auflage von je 30.000 bis 40.000 Stück gedruckt, warben für die Winterspiele. Das erste von 1968 mit einem Bergmotiv stammt von Takashi Kōno. 1969 und 1970 entwarf Yūsaku Kamekura zwei Plakate mit einem Abfahrtsläufer bzw. einer Eiskunstläuferin. Den Abschluss bildete 1971 ein Plakat von Gan Hosoya mit dem Schriftzug Sapporo 1972.
Fünf kurze Dokumentarfilme in englischer und japanischer Sprache machten auf Sapporo und die Winterspiele aufmerksam und informierten Kinobesucher über den Stand der Vorbereitungen. Vor und während der Veranstaltung drehte der Regisseur Masahiro Shinoda im Auftrag des IOC einen offiziellen Dokumentarfilm im 35-mm-Kinoformat. Sapporo Winter Olympics (japanisch 札幌オリンピック, Sapporo Orinpikku) erschien in einer zweistündigen englischen Fassung und in einer 40 Minuten längeren japanischen Fassung.

## Olympische Standorte

### Sportstätten

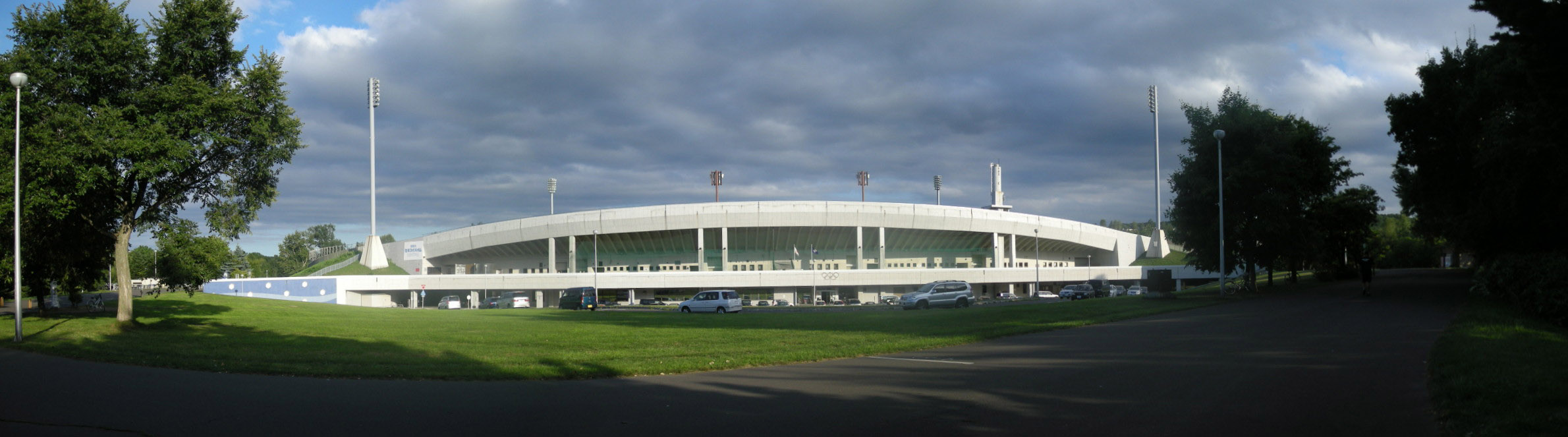
Makomanai-Stadion

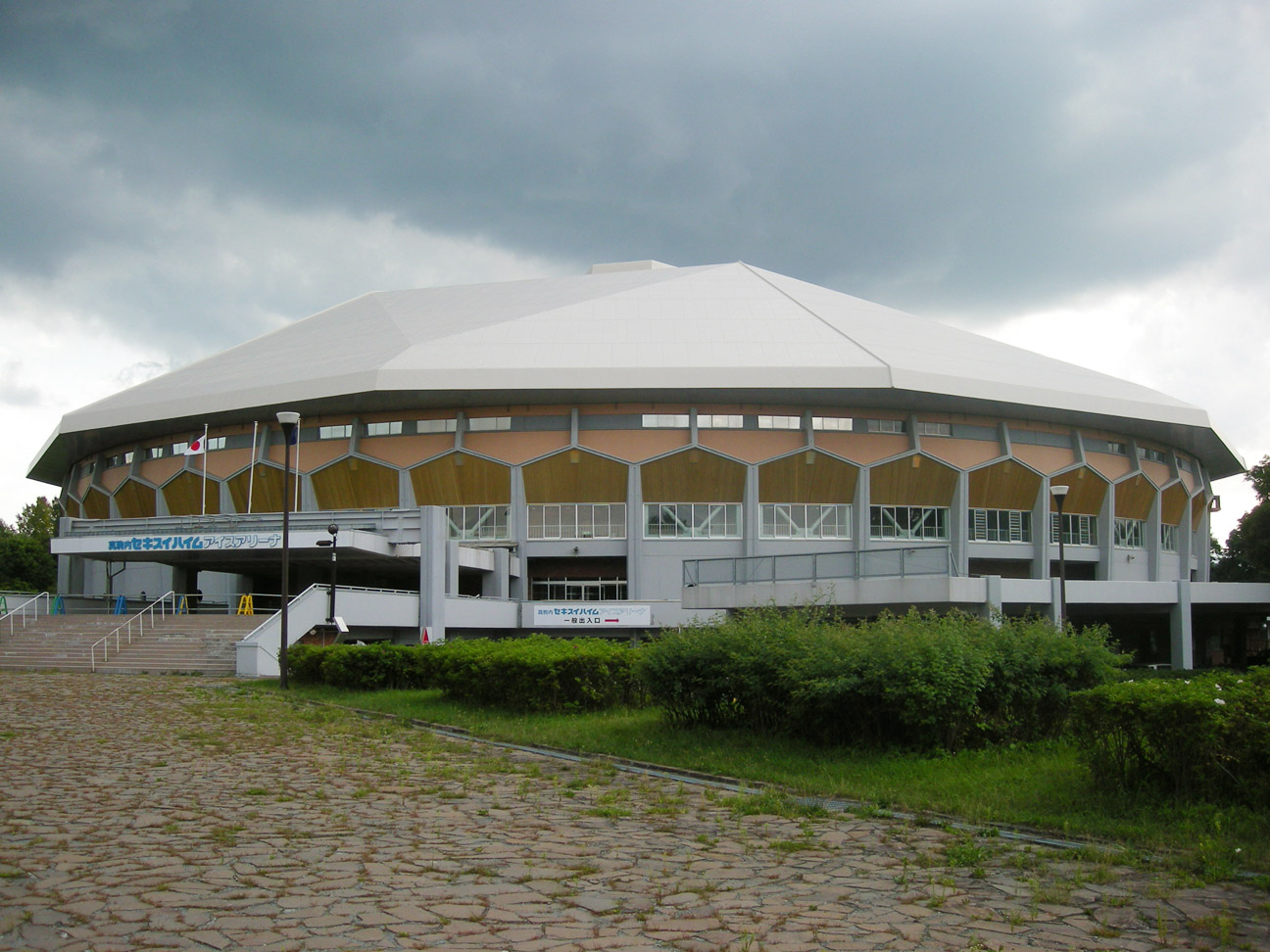
Makomanai-Hallenstadion

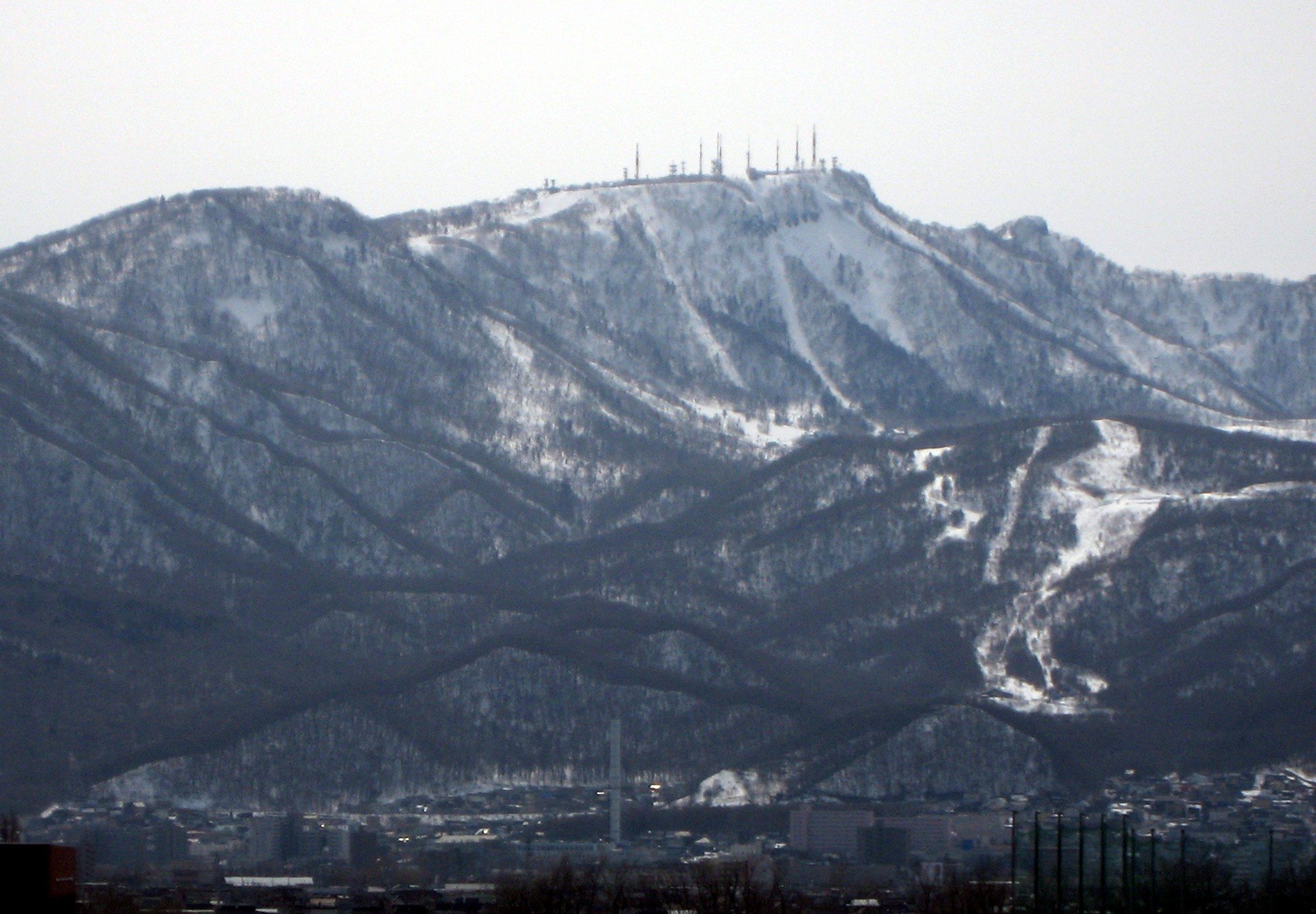
Blick auf den Teine

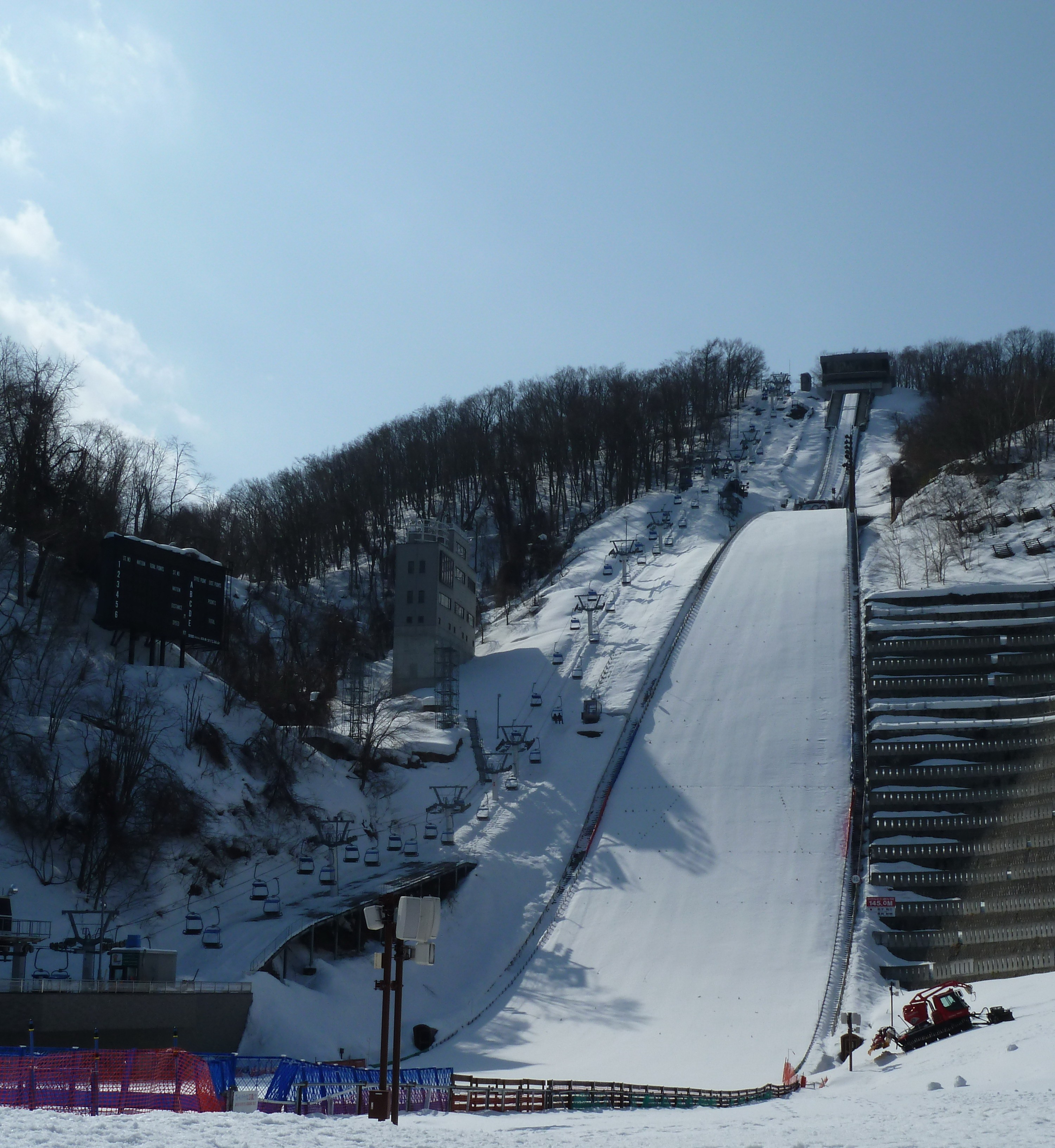
Ōkurayama-Schanze

Sämtliche Sportstätten mussten neu errichtet oder umgebaut werden. Sie lagen alle weniger als 15 km weit vom Stadtzentrum, mit Ausnahme der Pisten am Vulkan Eniwa auf dem Gebiet der Nachbarstadt Chitose. Die Bauarbeiten begannen in der zweiten Jahreshälfte 1967 und waren im Februar 1971 abgeschlossen. Die meisten Anlagen konzentrierten sich auf den 1023 m hohen Hausberg Teine im Westen und auf den südlichen Stadtteil Makomanai.
Hauptstandort war der Makomanai-Park, an der Mündung des Flusses Makomanai in den Toyohira. In der Parkmitte steht das Makomanai-Stadion, der Austragungsort der Eisschnelllaufwettbewerbe und der Eröffnungsfeier. Im Makomanai-Hallenstadion in der nordöstlichen Ecke des Parks fanden zwei Drittel der Eishockeyspiele, die Entscheidungen im Eiskunstlaufen und die Schlussfeier statt. In unmittelbarer Nähe des Parks lagen das olympische Dorf, das Pressezentrum und die Büros der Organisationskomitees. Im Nishioka-Tal östlich des olympischen Dorfes entstand das temporäre Skilanglaufstadion. Auf einem südlich daran angrenzenden Truppenübungsplatz wurden die Biathlonrennen ausgetragen.
Schauplatz von vier alpinen Skirennen war der obere Bereich des Wintersportgebiets Sapporo Teine, am Nordhang des namensgebenden Berges. Um dort drei Pisten für die Riesenslaloms und Slaloms anlegen zu können, waren Rodungen und die Abtragung von 12.000 m³ Fels erforderlich. Ebenso mussten drei Bergbahnen und drei temporäre Zielstadien gebaut werden. Im unteren Bereich errichtete man zwei Bahnen für die Bob- und Rodelwettbewerbe. Die Bobbahn war die erste in Japan überhaupt.
Für die alpinen Abfahrtsrennen war der Höhenunterschied am Teine zu gering. Es hätte zwar die Möglichkeit bestanden, weit entfernte Wintersportgebiete wie Furano oder Niseko zu nutzen, doch das Organisationskomitee gewichtete die geographische Kompaktheit der Sportstätten und kurze Distanzen höher als den Umweltschutz. Trotz einer Petition von Naturschützern an den IOC-Präsidenten bestimmte es als Standort den Vulkan Eniwa, knapp südlich der Stadtgrenze am Shikotsu-See im Shikotsu-Tōya-Nationalpark gelegen. Zwei Schneisen mit einer Gesamtfläche von 29 Hektar mussten gerodet werden. Ebenso entstanden zwei Bergbahnen und provisorische Gebäude. Der Staat verpflichtete sich immerhin dazu, die Schneisen wieder aufzuforsten.
Das Kotoni-Tal westlich des Stadtzentrums ist der Standort zweier Skisprungschanzen. Die Ōkurayama-Schanze (K-Punkt 110 m) war 1931 nach Plänen des Norwegers Olaf Helset erbaut worden, genügte den Anforderungen aber nicht mehr und musste umgebaut werden und erhielt Tribünen mit einem Fassungsvermögen von 50.000 Zuschauern. Für eine zweite Schanze fehlte hier der Platz. Deshalb errichtete man etwa 1,5 km entfernt die Miyanomori-Schanze (K-Punkt 70 m) mit Platz für 20.000 Zuschauer. Nördlich und südöstlich der Innenstadt entstanden zwei kleinere Eishallen, die Mikaho-Sporthalle für das Pflichtprogramm der Eiskunstläufer und die Tsukisamu-Sporthalle für zehn Eishockeyspiele. Den Rennrodlern stand außerdem die Fujino-Rodelbahn als Trainingsmöglichkeit und Ausweichstandort zur Verfügung.
| # | Anlage                              | Sportart                              | Karte von Sapporo |
| - | ----------------------------------- | ------------------------------------- | ----------------- |
| A | Teine-Rodelbahn                     | Rodeln                                | Lagekarte         |
| B | Teine-Bobbahn                       | Bobfahren                             | Lagekarte         |
| C | Riesenslalompiste am Teine (Männer) | Ski Alpin                             | Lagekarte         |
| D | Riesenslalompiste am Teine (Frauen) | Ski Alpin                             | Lagekarte         |
| E | Slalompiste am Teine                | Ski Alpin                             | Lagekarte         |
| F | Ōkurayama-Schanze                   | Skispringen                           | Lagekarte         |
| G | Miyanomori-Schanze                  | Skispringen, Nordische Kombination    | Lagekarte         |
| H | Mikaho-Sporthalle                   | Eiskunstlauf                          | Lagekarte         |
| I | Tsukisamu-Sporthalle                | Eishockey                             | Lagekarte         |
| J | Makomanai-Hallenstadion             | Eishockey, Eiskunstlauf, Schlussfeier | Lagekarte         |
| K | Makomanai-Stadion                   | Eisschnelllauf, Eröffnungsfeier       | Lagekarte         |
| L | Pressezentrum                       |                                       | Lagekarte         |
| M | Olympisches Dorf                    |                                       | Lagekarte         |
| N | Makomanai-Langlaufgelände           | Langlauf, Nordische Kombination       | Lagekarte         |
| O | Makomanai-Biathlongelände           | Biathlon                              | Lagekarte         |
| P | Fujino-Rodelbahn                    | Rodeln (Training, Ausweichstandort)   | Lagekarte         |
| Q | Abfahrtspisten am Eniwa             | Ski Alpin                             | Lagekarte         |

### Unterkünfte
Das olympische Dorf befand sich etwa acht Kilometer südlich des Stadtzentrums im Stadtteil Makomanai. Nachdem Sapporo den Zuschlag erhalten hatte, bestimmte die Regierung das 14,9 Hektar große Gelände der Polizeiakademie Hokkaidō als Standort der neuen Großwohnsiedlung Makomanai-Danchi (die Polizei bezog weiter südlich eine neue Ausbildungsstätte). Die heute noch bestehende Siedlung wird im Norden von einer Kaserne der Selbstverteidigungsstreitkräfte, im Osten von einem bewaldeten Hügelzug und im Westen vom Makomanai-Park begrenzt. Das olympische Dorf umfasste nur einen Teil der Siedlung, in unmittelbarer Nähe der U-Bahn-Endstation. Die männlichen Sportler und Betreuer lebten in 18 fünfstöckigen Wohnblöcken, die Frauen waren in zwei elfstöckigen Hochhäusern untergebracht. Zum olympischen Dorf gehörten auch ein Speisesaal, ein Verwaltungsgebäude, eine Klinik und ein Gebäude für die abendliche Unterhaltung.

## Teilnehmer

### Länder

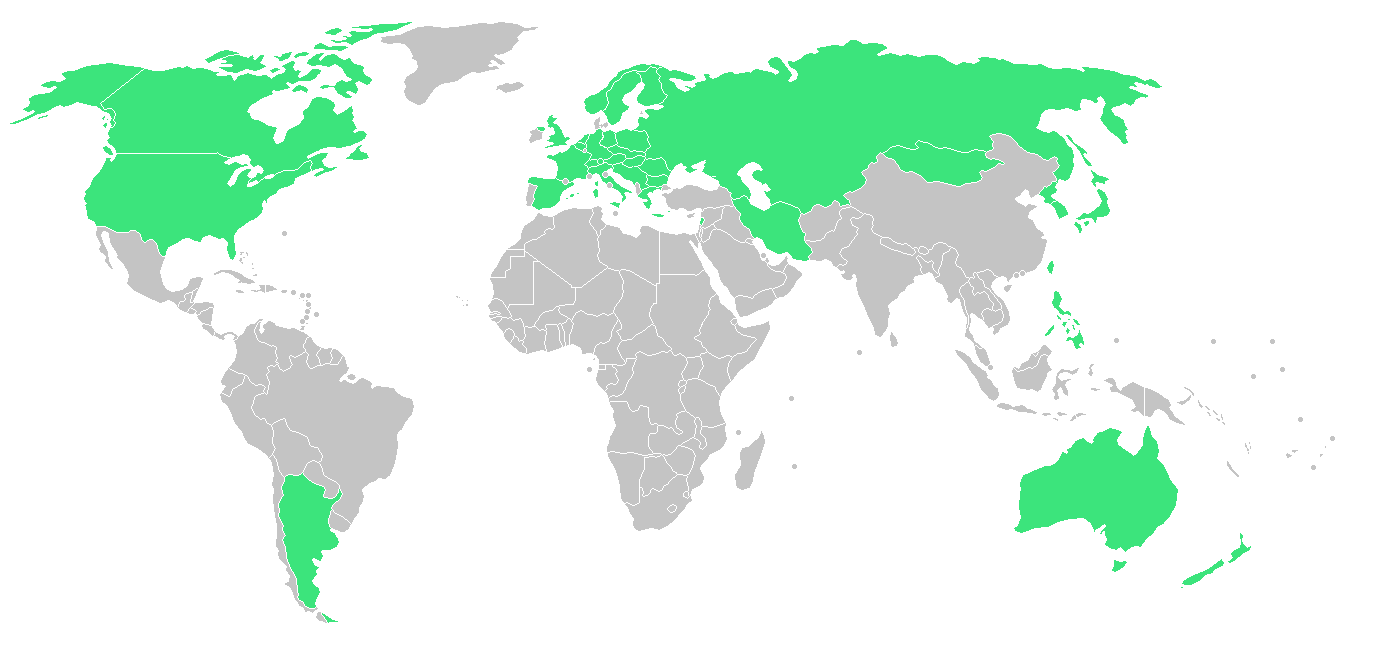
Übersicht der teilnehmenden Länder

35 Länder entsandten 1008 Sportler nach Sapporo, darunter 206 Frauen. Dies waren zwei Länder und 150 Sportler weniger als vier Jahre zuvor, was auf die erhöhten Reisekosten zurückzuführen ist. Zum ersten Mal vertreten waren die Philippinen und die Republik China.
Zwar hatte die Deutsche Demokratische Republik vier Jahre zuvor eine von der Bundesrepublik getrennte Mannschaft gestellt, musste aber – wie bei der von 1956 bis 1964 angetretenen gesamtdeutschen Mannschaft – eine gemeinsame Flagge und Hymne akzeptieren. Im Hinblick auf die Olympischen Sommerspiele 1972 in München drängte der DDR-Ministerrat auf ein rasches Ende der eingeschränkten Souveränität, zumal DDR-Symbole in der Bundesrepublik verboten waren. Auf Drängen von Willi Daume, dem Präsidenten des Nationalen Olympischen Komitees für Deutschland, beschloss die Bundesregierung am 22. Juli 1969 die Aufhebung des Verbots und legte dem IOC eine entsprechende Garantieerklärung vor. Somit konnte sich die DDR in Sapporo erstmals mit eigener Flagge und eigener Hymne präsentieren. Bis zu diesem Beschluss hatten die staatlich gelenkten Medien der DDR über ein Jahr lang eine polemische Kampagne gegen die Bundesregierung geführt. Die Beziehungen waren weiterhin frostig, wozu verschiedene Fälle von Sportlerflucht beitrugen. Im Januar 1972 setzte sich DDR-Eiskunstlaufmeister Günter Zöller in den Westen ab. Der mehrfache Eisschnelllauf-Meister Horst Freese, der 1969 in die Bundesrepublik geflohen war, erhielt von seinem ehemaligen Verband keine vorzeitige Freigabe für einen Start in Sapporo, womit die in Artikel 27 der Olympischen Charta festgelegte dreijährige Sperre bei einem Nationenwechsel erst im Mai 1972 zu Ende ging.
| Europa (738 Athleten aus 22 Ländern) | Europa (738 Athleten aus 22 Ländern) | Europa (738 Athleten aus 22 Ländern)                                                                 |
| --- | --- | --- |
| - Belgien (1) - Bulgarien (4) - DDR (42) - BR Deutschland (78) - Finnland (50) - Frankreich (40) - Griechenland (3) - Großbritannien (39) | - Italien (44) - Jugoslawien (26) - Liechtenstein (4) - Niederlande (11) - Norwegen (66) - Österreich (40) - Polen (47) - Rumänien (13) | - Schweden (58) - Schweiz (52) - Sowjetunion (76) - Spanien (3) - Tschechoslowakei (40) - Ungarn (1) |
| Amerika (152 Athleten aus 3 Ländern) | | |
| - Argentinien (2) | - Kanada (47) | - Vereinigte Staaten (103)                                                                           |
| Asien (112 Athleten aus 8 Ländern) | | |
| - China, Republik* (5) - Iran (4) - Japan (85)                                                                                            | - Korea, DVR (6) - Korea, Republik (5) - Libanon (1)                                                                                    | - Mongolei (4) - Philippinen* (2)                                                                    |
| Ozeanien (6 Athleten aus 2 Ländern) | | |
| - Australien (4) | - Neuseeland (2) | |
| (Anzahl der Athleten) * Erstmalige Teilnahme an Winterspielen                                                                             | | |

### Ausschluss von Karl Schranz

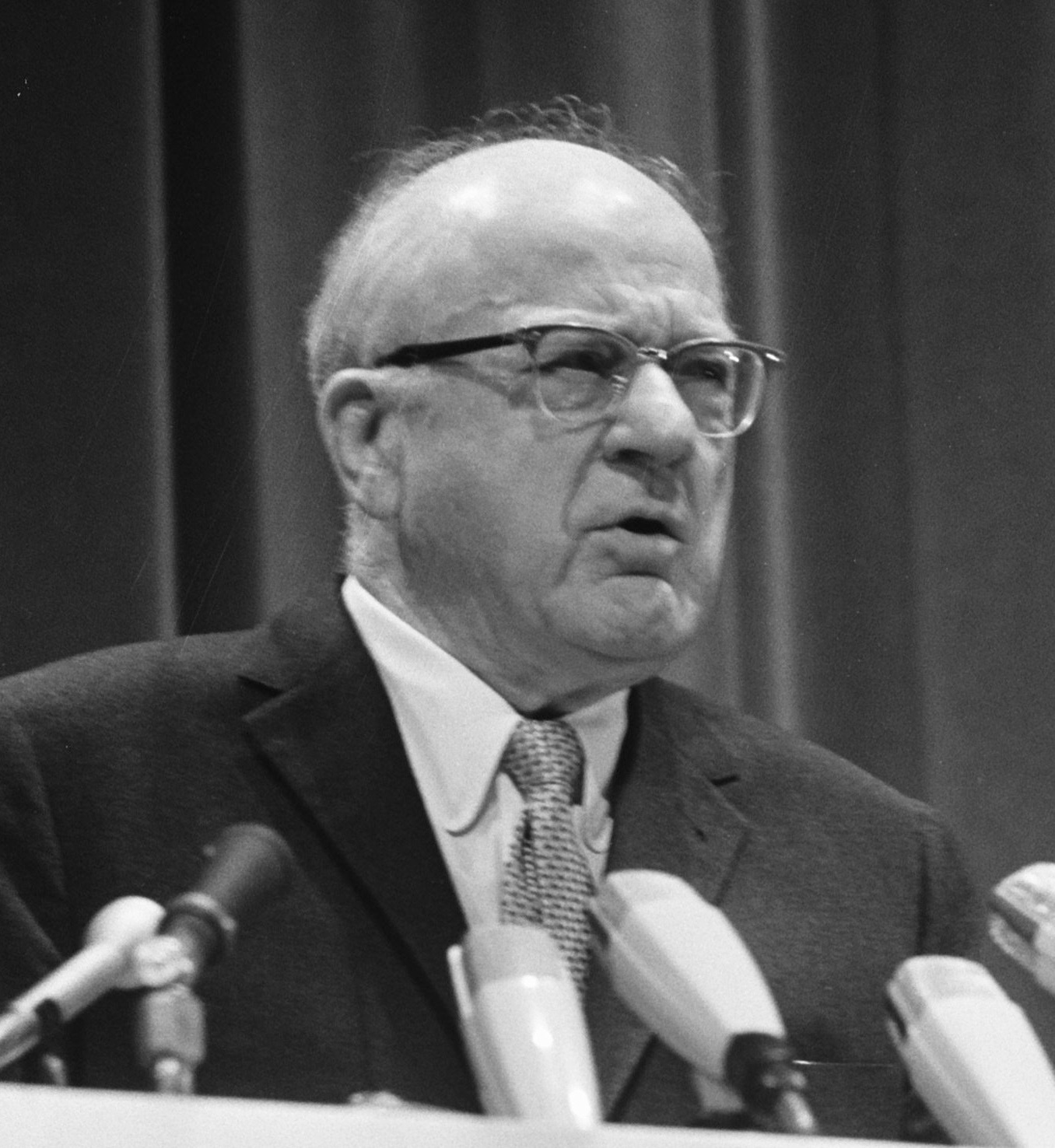
Avery Brundage (Mai 1970)

IOC-Präsident Avery Brundage vertrat kompromisslos einen idealisierten Amateurismus, der zunehmend nicht mehr dem Zeitgeist entsprach. Bereits 1968 war es deswegen zu Auseinandersetzungen mit dem Internationalen Skiverband (FIS) gekommen. In seiner Eröffnungsrede zur 70. IOC-Session in Amsterdam im Mai 1970 verurteilte Brundage die Professionalisierung im alpinen Skisport und im Eishockey, die die Existenz der Olympischen Spiele gefährde (wobei er die Staatsamateure in kommunistischen Ländern nicht erwähnte). Im März 1971 verschärfte das IOC die in Artikel 26 der Olympischen Charta geregelten Zulassungsbestimmungen: Jegliche direkte oder indirekte Werbetätigkeit von Athleten war verboten, ebenso Medienauftritte ohne ausdrückliche Genehmigung der Teamleitung. Die Skiverbände aller Alpenländer drohten im Mai 1971 mit einem Boykott, sollte das IOC darauf beharren, sämtliche des Professionalismus verdächtigte Athleten auszuschließen. In diesem Falle würden Weltmeisterschaften anstelle der Winterspiele stattfinden. Die FIS gab zu verstehen, dass auch die nordischen Länder den Boykott mittragen würden. Brundage schreckte vor einer totalen Konfrontation zurück und kündigte im Dezember 1971 nach Verhandlungen mit FIS-Präsident Marc Hodler an, das strikte Werbeverbot gelte nur im Umfeld der Winterspiele.
Der Österreicher Karl Schranz, einer der erfolgreichsten Skirennläufer der letzten Jahre, galt als Symbol der zunehmenden Verflechtung von Sport und Skiindustrie und hatte ein enges Verhältnis zum Inhaber der Firma Kneissl. Wiederholt exponierte er sich mit kontroversen und undiplomatischen Aussagen zu diesem Thema. In einem Interview mit Associated Press, das er im olympischen Dorf gab, bezeichnete er das IOC als Organisation mit einer Geisteshaltung aus dem 19. Jahrhundert. Er warf Brundage vor, dass bei seiner strikten Regelauslegung nur noch sehr reiche Leute teilnehmen könnten. Am 31. Januar 1972 beschloss das IOC mit 28:14 Stimmen den Ausschluss von Schranz. Als Rechtfertigung diente ein im Sommer 1971 bei einem Fußballspiel aufgenommenes Foto im Nachrichtenmagazin Profil, das ihn in einem Leibchen mit Werbeaufdruck für „Aroma-Kaffee“ zeigte. Wie Brundage einige Wochen später ausführte, seien alle Skirennläufer des Professionalismus schuldig gewesen, doch an Schranz sollte ein Exempel statuiert werden, weil er die Amateurbestimmungen am offensichtlichsten verletzt habe. Weitere Ausschlüsse hätten hingegen zu einem Gesichtsverlust der japanischen Gastgeber geführt.

## Medaillen und Diplome

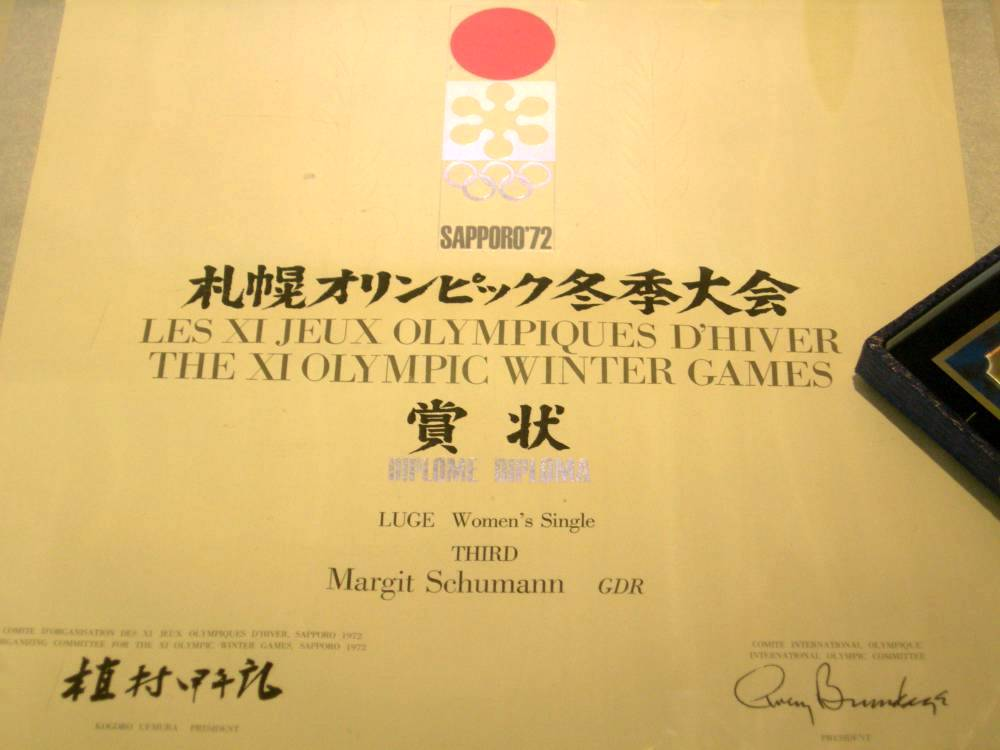
Diplom für die DDR-Rodlerin Margit Schumann

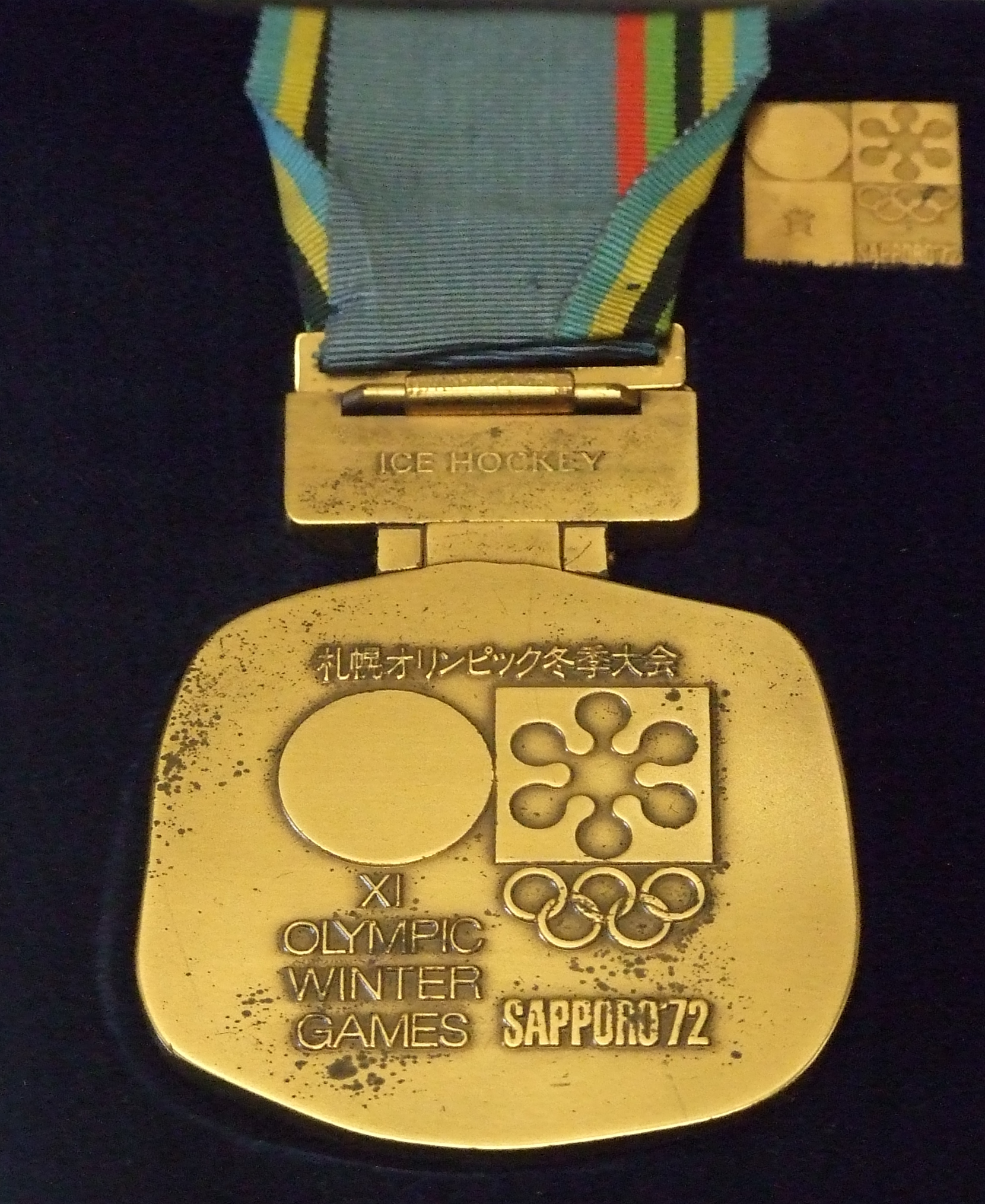
Beim Eishockeyturnier verliehene Bronzemedaille

Das Japanische Münzamt in Osaka stellte 267 Medaillen her, von denen 204 verliehen wurden. Der Entwurf der Vorderseite stammt von Kazumi Yagi, jener der Rückseite von Ikkō Tanaka. Die auf der Vorderseite eingravierten Linien sollen weichen, flockigen Schnee und scharfkantiges Eis repräsentieren. Auf der Rückseite sind der Schriftzug XI Olympic Winter Games, Sapporo '72 und die japanische Übersetzung eingraviert, zusammen mit den Logo. Unüblicherweise sind die 60 mm breiten Medaillen nicht rund, sondern gleichen einem Sechseck mit abgerundeten Ecken. Die Auszeichnungen für die Zweitplatzierten bestehen aus reinem Silber; die Goldmedaillen aus Silber mit einem Reinheitsgrad von 95 % sowie einer sechs Gramm schweren Goldschicht. An die Medaille befestigt ist ein dazu passender Ring, verziert mit dem Logo und der Bezeichnung der Sportart. Daran hängt ein blaues Stoffband, am Rand mit schmalen Streifen in den olympischen Farben. Zur Aufbewahrung diente eine mit dunkelblauem Samt gefütterte Schatulle.
Sämtliche Athleten und Offiziellen erhielten eine vom Münzamt geprägte, 60 mm breite Erinnerungsmedaille aus Bronze. Ihr Design stammte von Shigeo Fukuda, die Auflage betrug rund 10.000 Stück. Auf der Vorderseite stellt ein Pfeil eine sich bewegende menschliche Figur dar, die den Sportsgeist symbolisieren soll; auf der Rückseite ist ebenfalls das Logo eingraviert. Hiromu Hara gestaltete die Olympischen Diplome in zwei Ausführungen: eine für die Offiziellen und eine für die jeweils sechs Besten einer Disziplin. Er verwendete dafür schweres, kartonähnliches Papier, worauf Olivenzweige und das Logo geprägt sind. Aufgedruckt sind auf Englisch und Japanisch Worte der Anerkennung und des Lobes, zusammen mit dem Namen des Empfängers.

## Wettkampfprogramm
Es wurden 35 Wettbewerbe (22 für Männer, 12 für Frauen und 1 Mixed-Wettbewerb) in 6 Sportarten/10 Disziplinen ausgetragen. Es gab keine Änderungen im Programm im Vergleich zu Grenoble 1968.

### Sportarten und Disziplinen
- Biathlon Gesamt (2) = Männer (2)
- Bob Gesamt (2) = Männer (2)
- Eishockey Gesamt (1) = Männer (1)
- Eislauf
  -  Eiskunstlauf Gesamt (3) = Männer (1)/Frauen (1)/Mixed (1)
  -  Eisschnelllauf Gesamt (8) = Männer (4)/Frauen (4)
- Rennrodeln Gesamt (3) = Männer (2)/Frauen (1)
- Skisport
  -  Ski Alpin Gesamt (6) = Männer (3)/Frauen (3)
  - Ski Nordisch
    -  Nordische Kombination Gesamt (1) = Männer (1)
    -  Skilanglauf Gesamt (7) = Männer (4)/Frauen (3)
    -  Skispringen Gesamt (2) = Männer (2)

Anzahl der Wettbewerbe in Klammern

### Zeitplan
| \| Zeitplan \| Zeitplan \| Zeitplan \| Zeitplan \| Zeitplan \| Zeitplan \| Zeitplan \| Zeitplan \| Zeitplan \| Zeitplan \| Zeitplan \| Zeitplan \| Zeitplan \| Zeitplan \| Zeitplan \| Zeitplan \| \| Disziplin/Resultate \| Disziplin/Resultate \| Disziplin/Resultate \| Do. 3. \| Fr. 4. \| Sa. 5. \| So. 6. \| Mo. 7. \| Di. 8. \| Mi. 9. \| Do. 10. \| Fr. 11. \| Sa. 12. \| So. 13. \| Entschei- dungen \| Zuschauer[53] \| \| Disziplin/Resultate \| Disziplin/Resultate \| Disziplin/Resultate \| Februar \| Februar \| Februar \| Februar \| Februar \| Februar \| Februar \| Februar \| Februar \| Februar \| Februar \| Entschei- dungen \| Zuschauer[53] \| \| ------------------- \| ------------------- \| --------------------- \| -------- \| -------- \| -------- \| -------- \| -------- \| -------- \| -------- \| -------- \| -------- \| -------- \| -------- \| ---------------- \| ------------- \| \| Eröffnungsfeier \| Eröffnungsfeier \| Eröffnungsfeier \| \| \| \| \| \| \| \| \| \| \| \| \| 039.224 \| \| Biathlon \| Biathlon \| Biathlon \| \| \| \| \| \| \| 1 \| \| 1 \| \| \| 2 \| 007.537 \| \| Bob \| Bob \| Bob \| \| \| 1 \| \| \| \| \| \| \| 1 \| \| 2 \| 013.297 \| \| Eishockey \| Eishockey \| Eishockey \| \| \| \| \| \| \| \| \| \| \| 1 \| 1 \| 167.186 \| \| Eislauf \| Eiskunstlauf \| Eiskunstlauf \| \| \| \| \| 1 \| 1 \| \| \| 1 \| \| \| 3 \| 034.762 \| \| Eislauf \| Eisschnelllauf \| Eisschnelllauf \| \| 1 \| 1 \| 1 \| 1 \| \| 1 \| 1 \| 1 \| 1 \| \| 8 \| 191.130 \| \| Rennrodeln \| Rennrodeln \| Rennrodeln \| \| \| \| \| 2 \| \| \| 1 \| \| \| \| 3 \| 006.899 \| \| Skisport \| Ski Alpin \| Ski Alpin \| \| \| 1 \| \| 1 \| 1 \| \| 1 \| 1 \| \| 1 \| 6 \| 076.938 \| \| Skisport \| Ski Nordisch \| Nordische Kombination \| \| \| 1 \| \| \| \| \| \| \| \| \| 1 \| 020.341 \| \| Skisport \| Ski Nordisch \| Skilanglauf \| \| 1 \| \| 1 \| 1 \| \| 1 \| 1 \| \| 1 \| 1 \| 7 \| 016.575 \| \| Skisport \| Ski Nordisch \| Skispringen \| \| \| \| 1 \| \| \| \| \| 1 \| \| \| 2 \| 062.079 \| \| Schlussfeier \| Schlussfeier \| Schlussfeier \| \| \| \| \| \| \| \| \| \| \| \| \| 005.203 \| \| Entscheidungen \| Entscheidungen \| Entscheidungen \| \| 2 \| 4 \| 3 \| 6 \| 2 \| 3 \| 4 \| 5 \| 3 \| 3 \| 35 \| 641.171 \| \| \| \| \| Do. 3. \| Fr. 4. \| Sa. 5. \| So. 6. \| Mo. 7. \| Di. 8. \| Mi. 9. \| Do. 10. \| Fr. 11. \| Sa. 12. \| So. 13. \| \| \| \| Februar \| \| \| \| \| \| \| \| \| \| \| \| \| \| \| \| | Farblegende Eröffnungsfeier Wettkampftag (keine Entscheidungen) Wettkampftag (x Entscheidungen) Schlussfeier |                       |         |        |        |        |        |        |        |         |         |         |         |                  |           |
| Zeitplan | |                       |         |        |        |        |        |        |        |         |         |         |         |                  |           |
| Disziplin/Resultate | Disziplin/Resultate                                                                                          | Disziplin/Resultate   | Do. 3.  | Fr. 4. | Sa. 5. | So. 6. | Mo. 7. | Di. 8. | Mi. 9. | Do. 10. | Fr. 11. | Sa. 12. | So. 13. | Entschei- dungen | Zuschauer |
| Disziplin/Resultate | Disziplin/Resultate                                                                                          | Disziplin/Resultate   | Februar |        |        |        |        |        |        |         |         |         |         | Entschei- dungen | Zuschauer |
| Eröffnungsfeier | Eröffnungsfeier                                                                                              | Eröffnungsfeier       |         |        |        |        |        |        |        |         |         |         |         |                  | 039.224   |
| Biathlon | Biathlon | Biathlon              |         |        |        |        |        |        | 1      |         | 1       |         |         | 2                | 007.537   |
| Bob | Bob | Bob                   |         |        | 1      |        |        |        |        |         |         | 1       |         | 2                | 013.297   |
| Eishockey | Eishockey | Eishockey             |         |        |        |        |        |        |        |         |         |         | 1       | 1                | 167.186   |
| Eislauf | Eiskunstlauf                                                                                                 | Eiskunstlauf          |         |        |        |        | 1      | 1      |        |         | 1       |         |         | 3                | 034.762   |
| Eislauf | Eisschnelllauf                                                                                               | Eisschnelllauf        |         | 1      | 1      | 1      | 1      |        | 1      | 1       | 1       | 1       |         | 8                | 191.130   |
| Rennrodeln | Rennrodeln                                                                                                   | Rennrodeln            |         |        |        |        | 2      |        |        | 1       |         |         |         | 3                | 006.899   |
| Skisport | Ski Alpin | Ski Alpin             |         |        | 1      |        | 1      | 1      |        | 1       | 1       |         | 1       | 6                | 076.938   |
| Skisport | Ski Nordisch                                                                                                 | Nordische Kombination |         |        | 1      |        |        |        |        |         |         |         |         | 1                | 020.341   |
| Skisport | Ski Nordisch                                                                                                 | Skilanglauf           |         | 1      |        | 1      | 1      |        | 1      | 1       |         | 1       | 1       | 7                | 016.575   |
| Skisport | Ski Nordisch                                                                                                 | Skispringen           |         |        |        | 1      |        |        |        |         | 1       |         |         | 2                | 062.079   |
| Schlussfeier | Schlussfeier                                                                                                 | Schlussfeier          |         |        |        |        |        |        |        |         |         |         |         |                  | 005.203   |
| Entscheidungen | Entscheidungen                                                                                               | Entscheidungen        |         | 2      | 4      | 3      | 6      | 2      | 3      | 4       | 5       | 3       | 3       | 35               | 641.171   |
| | |                       | Do. 3.  | Fr. 4. | Sa. 5. | So. 6. | Mo. 7. | Di. 8. | Mi. 9. | Do. 10. | Fr. 11. | Sa. 12. | So. 13. |                  |           |
| Februar | |                       |         |        |        |        |        |        |        |         |         |         |         |                  |           |

## Zeremonien

### Eröffnungsfeier
Die Eröffnungsfeier begann am 3. Februar um 11 Uhr im Makomanai-Stadion. Nach dem Eintreffen des Kaiserpaares auf der Ehrentribüne wurden die Flaggen der teilnehmenden Länder hochgezogen und die japanische Nationalhymne abgespielt. Es folgte der Einmarsch der Sportler, traditionell angeführt von der griechischen Delegation, während die Japaner als Gastgeber den Abschluss bildeten. Daraufhin hielt der Präsident des Organisationskomitees eine Ansprache und übergab das Wort an IOC-Präsident Brundage. In seiner von vereinzelten Pfiffen begleiteten Rede bat er Kaiser Hirohito, die Spiele zu eröffnen. Dieser betrat die Bühne und sprach die vorgegebene Eröffnungsformel.
Acht Soldaten trugen die olympische Flagge ins Stadion und hissten sie zu den Klängen der olympischen Hymne. Mitglieder des französischen Frauen-Skiteams präsentierten anschließend die „Oslo-Flagge“, die seit den Winterspielen 1952 an die jeweilige Gastgeberstadt weitergereicht wird. Sie übergaben sie zunächst an Grenobles Bürgermeister Hubert Dudebout, der sie an seinen Amtskollegen Takashi Itagaki weiterreichte. Die 16-jährige Eiskunstläuferin Izumi Tsujimura brachte die olympische Fackel ins Stadion. Nachdem sie eine Runde auf dem Eis gelaufen war, trug der gleichaltrige Schüler Hideki Takada die Fackel 103 Treppenstufen hoch und entzündete sie in einer großen Schale. 848 Grundschüler umkreisten auf Schlittschuhen die Bahn, während der Eisschnellläufer Keiichi Suzuki für die Athleten und Fumio Asaki für die Schiedsrichter die olympischen Eide ablegten. Zuletzt ließen die Grundschüler über 18.000 farbige Luftballons in die Luft steigen. Verschiedene Medien berichteten, dass einzig dieser ungeordnete Schlusspunkt die protokollarische Strenge der Zeremonie zu durchbrechen und im Publikum Begeisterung auszulösen vermochte.

### Schlussfeier
Die Schlussfeier der Winterspiele fand am 13. Februar um 18 Uhr im Makomanai-Hallenstadion statt. Erster Programmpunkt war ein Schaulaufen der Eiskunstläufer, an dem je zwölf Männer, Frauen und Paare beteiligt waren. Anschließend wurde die letzte Siegerehrung für die drei Besten des Männerslaloms vorgenommen. Die eigentliche Zeremonie begann mit dem Eintreffen von Kronprinz Akihito und Kronprinzessin Michiko. Nach dem Abspielen der japanischen Hymne betraten die Fahnenträger das Stadion, angeführt von jenem Griechenlands. Ihnen folgten je Land nicht mehr als sechs Vertreter. Die Bulgaren und Iraner waren bereits abgereist, sodass nur 35 Länder vertreten waren. Die Flaggen Griechenlands, Japans und der USA wurden gehisst, begleitet von den entsprechenden Nationalhymnen. Avery Brundage erklärte die Spiele für beendet, woraufhin die Flamme gelöscht und die olympische Flagge von acht Soldaten hinausgetragen wurde. 286 Mittelschülerinnen umringten die Sportler und führten einen Abschiedstanz auf, in dessen Verlauf sie die fünf olympischen Ringe und den Schriftzug Denver '76 formten. Unter den Klängen von Auld Lang Syne verließen die Sportler das Stadion. Den Abschluss bildete draußen ein großes Feuerwerk.

## Kulturelles Rahmenprogramm
Wie in der Olympischen Charta festgeschrieben, spielte neben dem Sportlichen auch die Kultur eine bedeutende Rolle. Viele Besucher lockte das Sapporo-Schneefestival im Ōdōri-Park und auf dem Makomanai-Kasernengelände an, wo Skulpturen aus Schnee und Eis zu besichtigen waren. Auf besonderes Interesse stieß auch eine Sonderausstellung von Ukiyo-e-Farbholzschnitten im Kunstmuseum, mit Werken mehrerer bedeutender Künstler des 17. bis 19. Jahrhunderts wie z. B. Hishikawa Moronobu, Kitagawa Utamaro, Katsushika Hokusai und Utagawa Hiroshige. Weitere von der Stadt organisierte Ausstellungen befassten sich mit Fotografien, modernen japanischen Drucken und Kinderzeichnungen aus aller Welt. Das Kaufhaus Mitsukoshi veranstaltete eine Ausstellung über die Geschichte der Winterspiele. Konzerte gaben das NHK-Sinfonieorchester, das Sinfonieorchester Sapporo und die Münchner Philharmoniker. Ebenso fanden Aufführungen von Kabuki- und Nō-Theaterstücken sowie Präsentationen von Volkstänzen und -liedern Nordjapans statt.

## Wettbewerbe

### Biathlon
Biathlon stand zum vierten Mal auf dem olympischen Programm, doch noch immer hatte die Sportart mit geringer Popularität zu kämpfen. Vergleichsweise wenige Zuschauer interessierten sich für das Geschehen auf dem Truppenübungsplatz. Das Einzelrennen über 20 km musste nach einer Viertelstunde abgebrochen werden, weil die Sicht wegen starken Schneefalls nicht mehr als 50 m betrug und die Scheiben im Schießstand nicht zu sehen waren. Beim Neustart 24 Stunden später wiederholte der Norweger Magnar Solberg seinen Olympiasieg von 1968, vor Hansjörg Knauthe aus der DDR und dem Schweden Lars-Göran Arwidson. Keiner der Gestarteten kam ohne Schießfehler durch. Ebenfalls wie vier Jahre zuvor holte die Sowjetunion Gold in der Staffel und verwies Finnland und die DDR auf die weiteren Medaillenränge.

### Bob
Nachdem 1968 in Königssee die erste Eisbahn aus künstlichem Eis eröffnet worden war, setzte sich diese Neuerung im Bobsport in kurzer Zeit durch. Letztmals bei Olympischen Winterspielen befuhren die Bobs eine Natureisbahn. Beide Rennen entwickelten sich zu einem Duell zwischen dem Bundesdeutschen Wolfgang Zimmerer und dem Schweizer Jean Wicki, den besten Bobpiloten der letzten Jahre. Im ersten Lauf der Zweierbobkonkurrenz holten Zimmerer und sein Bremser Peter Utzschneider einen uneinholbaren Vorsprung von acht Zehntelsekunden heraus, den sie in den drei weiteren Läufen sicher verwalteten. Wicki und sein Bremser Edy Hubacher wurden noch vom zweiten deutschen Bob mit Horst Floth und Pepi Bader überholt und mussten sich mit Bronze begnügen. Während des Viererbobrennens herrschte dichtes Schneetreiben, der die Bahn deutlich langsamer machte. Wicki (mit Hubacher, Hans Leutenegger und Werner Camichel) erzielte zwar nur im ersten Lauf die Bestzeit, fuhr aber am ausgeglichensten und profitierte von zeitraubenden Fehlern seiner Konkurrenten. Der Bob des Italieners Nevio De Zordo beendete das Rennen auf dem zweiten Rang, vor dem Team von Zimmerer. Insgesamt waren die zeitlichen Abstände ungewöhnlich groß.

### Eishockey
Seit 1924 war das olympische Eishockeyturnier stets auch als Weltmeisterschaft gewertet worden, bis die Internationale Eishockey-Föderation (IIHF) entschied, ab 1972 im selben Jahr sowohl ein olympisches Turnier als auch eine Weltmeisterschaft auszutragen. Um mehr Chancengleichheit zu schaffen, hatte die IIHF 1969 beschlossen, für Nationalmannschaften auch Profis zuzulassen, die nicht in der National Hockey League unter Vertrag standen. Nur ein Jahr später musste diese Regelung auf Druck des IOC-Präsidenten widerrufen werden, der strikt dagegen war, dass Amateure und Profis gemeinsam spielten. Aus Protest verzichtete Kanada bis 1980 auf die Teilnahme an olympischen Turnieren. Teilnahmeberechtigt waren die zwölf besten Teams der A- und B-Weltmeisterschaften von 1971. Die DDR sagte ab, da die Eishockeyförderung nach dem enttäuschenden Abschneiden markant verringert worden war. Somit nahmen in Sapporo nur elf Teams teil.
Als amtierender Weltmeister war die Sowjetunion für die Finalrunde gesetzt, während die übrigen Teams sich in Ausscheidungsspielen dafür qualifizieren mussten. Die Verlierer spielten in der B-Gruppe um die Plätze 7 bis 11, die Sieger zusammen mit der Sowjetunion in der A-Gruppe um die Medaillen. Beide Teilturniere wurden im System „jeder gegen jeden“ ausgetragen, es gab keine anschließende K.-o.-Runde und somit auch kein eigentliches Finale. In der A-Gruppe bestätigten die favorisierten Sowjets ihre Favoritenrolle: Mit Ausnahme eines Unentschiedens gegen Schweden hatten sie mit ihren Gegnern keinerlei Mühe. Sie erzielten vier deutliche Siege und sicherten sich die dritte olympische Goldmedaille in Folge. Topskorer war Waleri Charlamow mit neun Toren und sieben Assists. Die Silbermedaille ging etwas unerwartet an das Team der USA. Mit einem Sieg im letzten Spiel gegen die Sowjetunion hätte die Tschechoslowakei das Turnier für sich entscheiden können, doch sie verlor mit 2:5, wodurch ihr lediglich die Bronzemedaille blieb.

### Eiskunstlauf

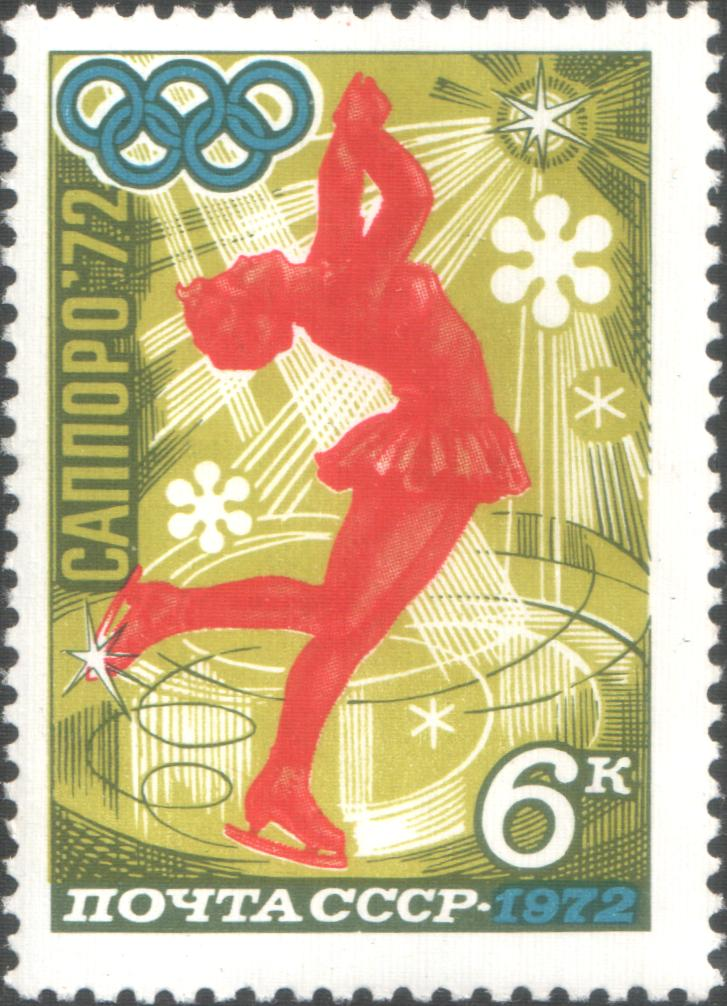
Sowjetische Olympiabriefmarke mit Eiskunstläuferin

Der Eiskunstlauf befand sich in einem Umbruch: Die Pflicht, in der vorgegebene Figuren möglichst exakt gelaufen werden mussten, wurde zunehmend als veraltet empfunden. Um die Attraktivität der Sportart für Fernsehzuschauer zu erhöhen, hatte die Internationale Eislaufunion (ISU) 1969 beschlossen, den Anteil von Pflicht zu Kür in der Gesamtwertung von 60:40 auf 50:50 zu ändern. Trotzdem hatten exzellente Pflichtläufer weiterhin einen Vorteil. Im Einzelwettbewerb der Frauen erarbeitete sich die Österreicherin Beatrix Schuba einen derart großen Vorsprung, dass ihr Olympiasieg trotz der lediglich siebtbesten Kürleistung nie gefährdet war; sie hätte sich in der Kür sogar drei Stürze erlauben können. Silber ging an die Kanadierin Karen Magnussen und Bronze an die Amerikanerin Janet Lynn, die weitaus bessere Kürdarbietungen gezeigt hatten. Obwohl Sonja Morgenstern aus der DDR als erste Frau überhaupt bei einem olympischen Wettbewerb einen Dreifach-Salchow stand, reichte ihr dies nur zu Platz 6. Das Endergebnis stieß bei Zuschauern und Medien auf derart viel Unverständnis, dass die ISU auf die nächste Saison hin eine inoffiziell als „Lex Schuba“ bezeichnete Reform beschloss: Die Pflicht wurde nun mit 40 % gewertet, das neu eingeführte Kurzprogramm mit 20 % und die Kür mit 40 %.
Deutlich ausgewogener war das Ergebnis im Einzelwettbewerb der Männer. Ondrej Nepela, der Pflichtsieger aus der Tschechoslowakei, zeigte die viertbeste Kür (trotz eines Sturzes beim Dreifach-Salchow) und sicherte sich die Goldmedaille. Sergei Tschetweruchin aus der Sowjetunion gewann Silber mit der drittbesten Pflichtleistung und der besten Kür. Bronze ging wie vor vier Jahren an den Franzosen Patrick Péra. Im Paarlauf gab es einen sowjetischen Doppelsieg: Irina Rodnina und Alexei Ulanow lagen sowohl im Kurzprogramm als auch in der Kür knapp vor Ljudmila Smirnowa und Andrei Suraikin, während Manuela Groß und Uwe Kagelmann aus der DDR Bronze gewannen. Für große Aufregung in den Medien sorgte die Trennung beider sowjetischen Paare unmittelbar nach dem Wettbewerb: Ulanow und Smirnowa hatten sich ineinander verliebt und heirateten nur fünf Tage nach dem Ende der Winterspiele.

### Eisschnelllauf

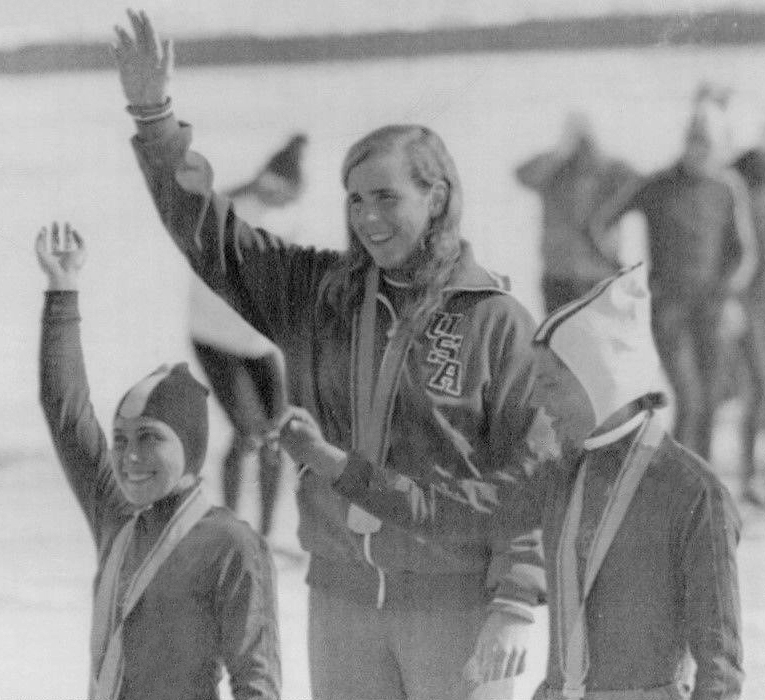
Siegerehrung des 500-Meter-Rennens der Frauen

In Grenoble hatten sich die Niederländer als führende Eisschnelllauf-Nation etabliert. In Sapporo bestätigten sie ihre Vormachtstellung auf eindrückliche Weise und gewannen neun Medaillen, davon vier goldene. Der mehrfache Weltmeister und Weltrekordhalter Ard Schenk hatte sich zum Ziel gesetzt, in allen vier Disziplinen Gold zu gewinnen, was ihm nicht ganz gelang. Im ersten Rennen über 5000 Meter siegte er souverän mit mehr als vier Sekunden Vorsprung. Hingegen passierte ihm auf der 500-Meter-Sprintstrecke ein Missgeschick, als er unmittelbar beim Start stürzte und den drittletzten Platz belegte. Die Goldmedaille gewann der Deutsche Erhard Keller, der damit seinen Olympiasieg von 1968 wiederholte. Schenk überwand den Rückschlag rasch und siegte auch über 1500 und 10.000 Meter, jeweils mit neuem olympischen Rekord. Unmittelbar nach den Winterspielen wechselte er in die neu gegründete professionelle International Speed Skating League, um mit Werbung Geld verdienen zu können.
In den vier Rennen der Frauen gab es vier verschiedene Siegerinnen, die alle olympischen Rekord liefen. Die erst 16-jährige Amerikanerin Anne Henning gewann Gold über 500 m. Sie durfte zweimal antreten, da sie im ersten Versuch von ihrer Konkurrentin behindert worden war. Dabei verbesserte sie sich noch um 0,40 Sekunden, sie hätte aber auch ohne Neustart gewonnen. Nur ein Jahr älter war Monika Pflug aus der Bundesrepublik Deutschland, die das Rennen über 1000 m für sich entschied. Einen weiteren amerikanischen Olympiasieg gab es durch Dianne Holum über 1500 m, während die Niederländerin Christina Baas-Kaiser über 3000 m gewann. Bemerkenswert war die Leistung der 14-jährigen Amerikanerin Connie Carpenter, die über 1500 m auf den siebten Platz lief. Aufgrund von Verletzungen wechselte sie später zum Radsport und wurde 1984 Olympiasiegerin im Straßenrennen.

### Nordische Kombination
In der Nordischen Kombination siegte überraschend der erst 19-jährige Ulrich Wehling aus der DDR. Ihm folgten der Finne Rauno Miettinen und mit Karl-Heinz Luck ein weiterer DDR-Sportler. Franz Keller, der bundesdeutsche Titelverteidiger und Mitfavorit, hielt den Erwartungen nicht stand und erreichte lediglich den 33. Platz.

### Rennrodeln
Wie beim Bobfahren waren diese olympischen Rodelrennen die letzten auf einer Natureisbahn. Das DDR-Team zeigte eine noch nie dagewesene Dominanz und gewann acht von neun Medaillen. Im Einsitzer-Rennen der Frauen siegte Anna-Maria Müller vor Ute Rührold und Margit Schumann. Sogar einen Vierfachsieg gab es im Einsitzer der Männer (Wolfgang Scheidel vor Harald Ehrig, Wolfram Fiedler und Klaus-Michael Bonsack). Nur die Italiener Paul Hildgartner und Walter Plaikner konnten mithalten. Sie gewannen im Doppelsitzer zeitgleich mit Horst Hörnlein und Reinhard Bredow die Goldmedaille, während Bonsack und Fiedler Bronze holten. Dieser Gleichstand bewog den Rodelweltverband FIL dazu, ab 1976 die Laufzeiten auf Tausendstelsekunden genau zu messen.
Die Konkurrenz vermutete zunächst extrem harte Trainingsbedingungen oder unlautere Methoden wie das Erhitzen der Kufen als Gründe für die Überlegenheit der Rodler aus der DDR. Tatsächlich waren die Erfolge vor allem auf technische Errungenschaften im Materialbereich zurückzuführen. Während im Westen noch herkömmliche Schlitten „von der Stange“ mit Segeltuchsitzen verwendet wurden, fuhren die DDR-Rodler auf Modellen, die im Institut für Forschung und Entwicklung von Sportgeräten der Deutschen Hochschule für Körperkultur in Leipzig entwickelt worden waren. Sie besaßen maßgeschneiderte Kunststoffschalensitze und Kufen aus neuartigen Legierungen. Außerdem war in einem Windkanal die günstigste Fahrhaltung ermittelt worden.

### Ski Alpin

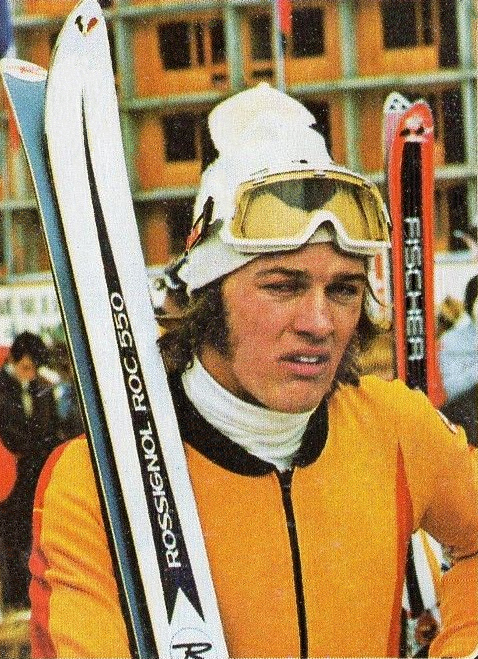
Bernhard Russi

Da die olympischen Rennen gleichzeitig als 22. Alpine Skiweltmeisterschaften zählten, erhielten die drei Besten in der Abfahrt, im Riesenslalom und im Slalom zusätzliche WM-Medaillen. Die Kombination, zusammengesetzt aus den Ergebnissen dieser drei Rennen, zählte nur als Weltmeisterschaftsdisziplin. Diese Regelung bestand seit den Winterspielen 1948 und galt bis 1980. Neben Karl Schranz war auch Annie Famose von der strengen Auslegung des Amateurstatuts betroffen. Die FIS untersagte der Französin die Teilnahme am Slalom. Sie hatte während des Riesenslaloms (zu dem sie nicht gestartet war) für Radio Television Luxemburg Kommentare abgegeben, die kommerziell verwertet wurden. Famose hatte allerdings erklärt, dass sie, wie es die Statuten vorschrieben, kein Honorar bezogen und auch die Erlaubnis der Verbandsfunktionäre gehabt habe. Auch sonst waren die Franzosen, das dominierende Team im Skiweltcup, stark geschwächt: Ingrid Lafforgue, Françoise Macchi, Jacqueline Rouvier und Patrick Russel, die alle zu den Medaillenanwärtern zählten, fehlten verletzungsbedingt.
Am erfolgreichsten schnitt das Schweizer Team ab, das drei Gold-, zwei Silber- und eine Bronzemedaille gewann. Die mitfavorisierten Österreicher kamen auf vier Medaillen, blieben aber ohne Olympiasieg in dieser Sportart. Vor allem von Annemarie Pröll, der Seriensiegerin der letzten und der laufenden Weltcupsaison, waren Siege erwartet worden. Sowohl in der Abfahrt als auch im Riesenslalom musste sich die Topfavoritin jedoch überraschend von der 17-jährigen Schweizerin Marie-Theres Nadig geschlagen geben und sich mit zwei Silbermedaillen begnügen. In der Abfahrt ging die Bronzemedaille an die Amerikanerin Susan Corrock, im Riesenslalom an die Österreicherin Wiltrud Drexel. Der Slalom endete mit einer weiteren Überraschung: Die Amerikanerin Barbara Ann Cochran siegte mit 0,02 Sekunden Vorsprung auf die Französin Danièle Debernard, Platz 3 belegte mit Florence Steurer eine weitere Französin.
Angesichts der bisherigen Saisonleistungen und der Trainingsergebnisse rechneten die Medien übereinstimmend mit einem Schweizer Erfolg in der Männerabfahrt, zumal mit Karl Schranz der größte Konkurrent ausfiel. Alle vier gestarteten Schweizer klassierten sich unter den ersten Sechs, das Rennen endete mit einem Doppelsieg. Bernhard Russi, der Weltmeister von 1970, gewann mit deutlichem Vorsprung auf seinen Teamkollegen Roland Collombin; der drittplatzierte Österreicher Heinrich Messner war fast eine Sekunde langsamer. Nach dem ersten Durchgang des Riesenslaloms führte der Norweger Erik Håker, der aber im zweiten Lauf ausschied. Davon profitierte der Italiener Gustav Thöni, der das Rennen vor den Schweizern Edmund Bruggmann und Werner Mattle für sich entschied. Als eine der größten Überraschungen in der Geschichte des alpinen Skisports gilt der Sieg des Spaniers Francisco Fernández Ochoa im abschließenden Slalom. Bis heute ist dies der einzige spanische Olympiasieg bei Winterspielen. Die weiteren Medaillen gingen an Gustav Thöni und an seinen Cousin Roland Thöni.

### Skilanglauf

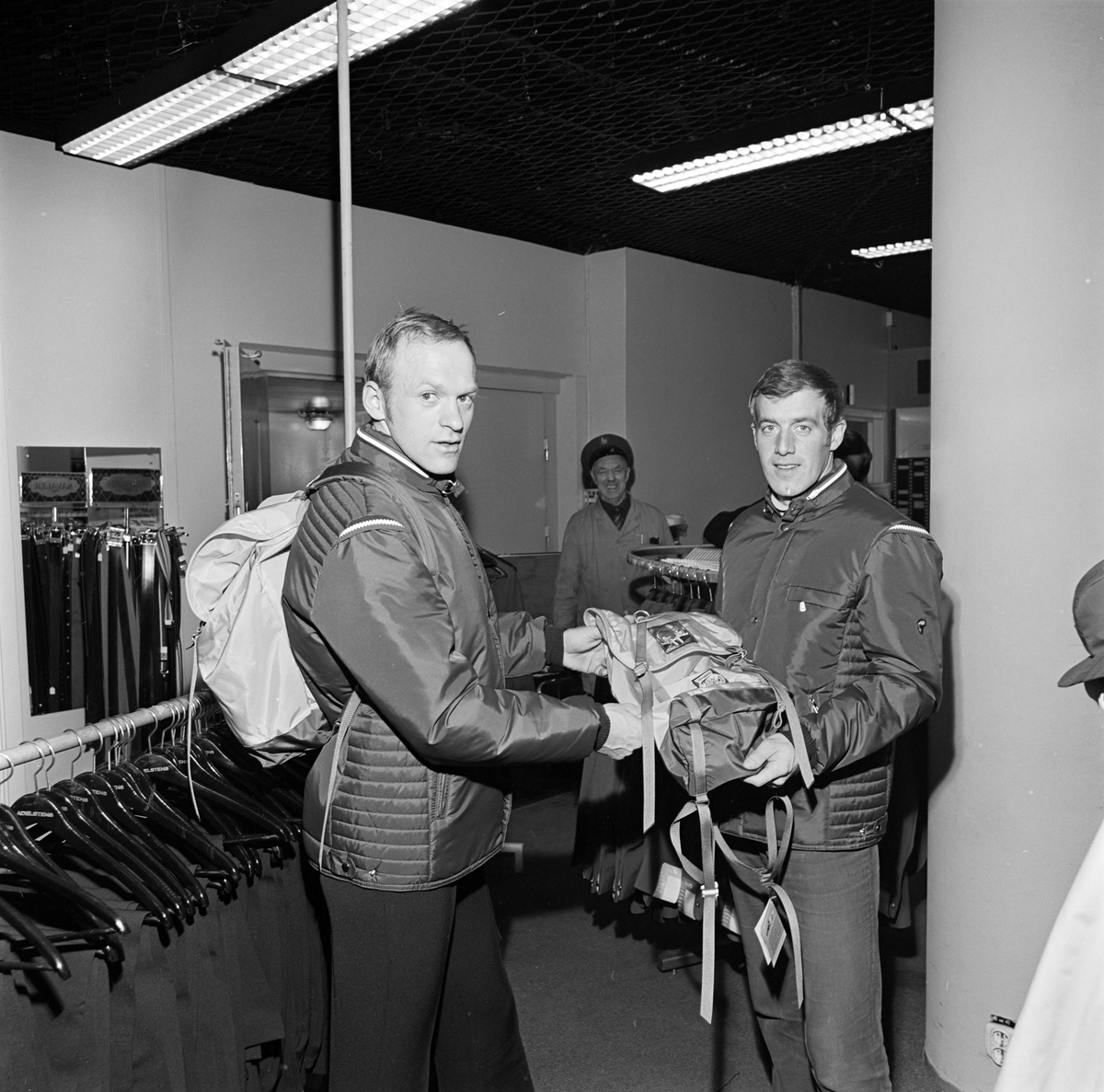
Die norwegischen Langläufer Pål Tyldum (links) und Magne Myrmo (rechts), Januar 1972

Die olympischen Wettbewerbe im nordischen Skisport galten auch als 29. Nordische Skiweltmeisterschaften. Ähnlich wie bei den Alpinen erhielten Langläufer und Skispringer zusätzliche WM-Medaillen. Diese Regelung war bereits 1924 bei den ersten Winterspielen eingeführt worden und hatte bis 1980 Bestand.
Während das Skispringen ein Publikumsmagnet war, stießen die Langlaufrennen auf sehr geringes Interesse; nicht einmal ein Viertel der Eintrittskarten konnten verkauft werden. Am besten schnitten die Langläufer aus der Sowjetunion ab, mit fünf Siegen in sieben Rennen. Eine Klasse für sich war Galina Kulakowa, die sowohl über 5 km als auch über 10 km und mit der Staffel die Goldmedaille gewann. Die Sieger bei den Männern waren der Schwede Sven-Åke Lundbäck über 15 km, der Russe Wjatscheslaw Wedenin über 30 km, der Norweger Pål Tyldum über 50 km sowie die sowjetische Staffel. Bemerkenswert war der dritte Rang der Schweizer Staffel, die im Endspurt die Schweden hinter sich ließ.

### Skispringen
Die Japaner rechneten sich die größten Chancen auf Medaillen in den Skisprungwettbewerben aus. Ihre Hoffnungen ruhten vor allem auf Yukio Kasaya, der bei der Vierschanzentournee 1971/72 überragende Leistungen gezeigt und die drei ersten Springen in Oberstdorf, Garmisch-Partenkirchen und Innsbruck gewonnen hatte. Er musste auf den sicheren Gesamtsieg verzichten und vor dem abschließenden Springen in Bischofshofen nach Japan zurückkehren, um sich in Sapporo intensiv vorzubereiten. Die Strategie zahlte sich aus: Kasaya gewann auf der kleinen Schanze überlegen die erste Goldmedaille Japans bei Winterspielen, vor seinen Teamkollegen Akitsugu Konno und Seiji Aochi. Fünf Tage später, am Nationalfeiertag, erwarteten die zahlreichen Zuschauer einen ähnlichen Erfolg auf der großen Schanze. Starke Windböen machten den Wettbewerb jedoch zu einer Lotterie. Überraschend siegte der wenig bekannte Pole Wojciech Fortuna, der nur als Ersatzmann mitgereist war, mit dem kleinstmöglichen Vorsprung von 0,1 Punkten auf den Schweizer Walter Steiner. Die Bronzemedaille ging an Rainer Schmidt aus der DDR.

## Herausragende Sportler und Leistungen
| Rang | Sportler             | Land        | Sportart       | Gold | Silber | Bronze | Gesamt |
| ---- | -------------------- | ----------- | -------------- | ---- | ------ | ------ | ------ |
| 1    | Galina Kulakowa      | Sowjetunion | Skilanglauf    | 3    | –      | –      | 3      |
| 1    | Ard Schenk           | Niederlande | Eisschnelllauf | 3    | –      | –      | 3      |
| 3    | Wjatscheslaw Wedenin | Sowjetunion | Skilanglauf    | 2    | –      | 1      | 3      |
| 4    | Marie-Theres Nadig   | Schweiz     | Ski Alpin      | 2    | –      | –      | 2      |
| 5    | Pål Tyldum           | Norwegen    | Skilanglauf    | 1    | 2      | –      | 3      |

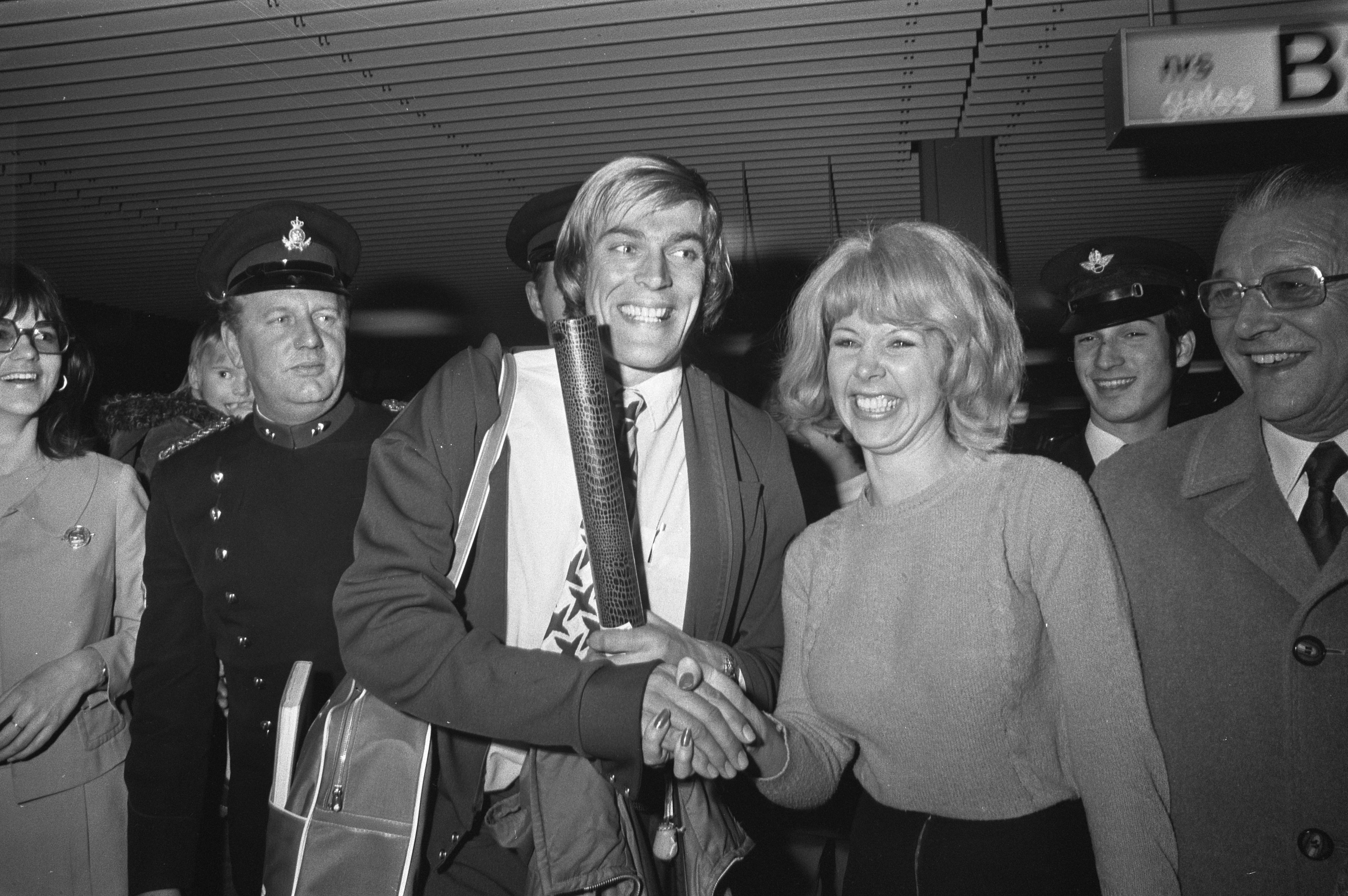
Empfang für Ard Schenk im Flughafen Amsterdam Schiphol

Die erfolgreichsten Sportler in Sapporo waren der niederländische Eisschnellläufer Ard Schenk und die sowjetische Langläuferin Galina Kulakowa, die je drei Siege feiern konnten. Mit 13 Jahren und 28 Tagen war die sowjetische Eiskunstläuferin Marina Sanaja die jüngste Teilnehmerin dieser Winterspiele. Sie belegte im Einzelwettbewerb den 18. Platz und war damit Zweitletzte. Ältester Teilnehmer war mit 42 Jahren und 178 Tagen der kanadische Bobfahrer Hans Gehrig, der im Viererbob auf den 13. und im Zweierbob auf den 18. Platz fuhr.

## Doping- und Geschlechtskontrollen
Bei den Winterspielen 1968 waren sporadisch Dopingtests durchgeführt worden, 1972 geschah dies erstmals systematisch. Urinproben abgeben mussten eine zufällige Auswahl der drei Besten jeder Disziplin sowie nach jedem Eishockeyspiel je zwei Spieler beider Teams. Am 9. Februar vermeldete das IOC den vermeintlich ersten Dopingfall bei Winterspielen: Beim bundesdeutschen Eishockeyspieler Alois Schloder war die Einnahme eines ephedrinhaltigen Stimulanzmittels nachgewiesen worden, was seinen Ausschluss vom Turnier zur Folge hatte. Das Medikament war ihm jedoch kurz zuvor vom Mannschaftsarzt des Deutschen Eishockey-Bundes wegen zu niedrigen Blutdrucks verordnet worden. Die Internationale Eishockey-Föderation hob die sechsmonatige Sperre wenig später auf und Schloder stand bei der Weltmeisterschaft im April 1972 wieder im Team.
Nach dem Bekanntwerden des Falles schrieb die Presse in der DDR, die „bundesdeutsche Schwadron“ habe „dem olympischen Frieden ein Ende gesetzt“. Allerdings hatte sich in der DDR spätestens 1968 der Gebrauch anabol-androgener Substanzen im gesamten Hochleistungsbereich des Deutschen Turn- und Sportbundes durchgesetzt. Die Zahl der allfällig gedopten Sportler lässt sich nicht eruieren. Auffällig sind markante Leistungssteigerungen, die nicht allein mit technischen Innovationen wie beim Rennrodeln erklärbar sind.
Um die Teilnahme von Hermaphroditen an Wettkämpfen für Frauen zu verhindern, ließ das IOC Geschlechtskontrollen durchführen. Sämtliche Athletinnen mussten sich im Frauenquartier des olympischen Dorfes einem Test unterziehen. Personal der Medizinischen Universität Sapporo nahm Abstriche der Mundschleimhaut vor und stellte bei den Untersuchungen der Chromosomenmuster keine Abweichungen fest.

## Medien
3713 Medienvertreter berichteten aus Sapporo: 1044 Pressejournalisten und -fotografen, 163 Vertreter von Nachrichtenagenturen, 667 Rundfunk- und Fernsehjournalisten, 178 Techniker für den offiziellen Dokumentarfilm und 1075 TV-Techniker. Damit mussten über tausend Presseakkreditierungen mehr vergeben werden als in Grenoble, was vor allem auf die markante Zunahme der TV-Techniker zurückzuführen war. Das Pressezentrum befand sich in Kashiwagaoka am Südrand des Makomanai-Parks. Es umfasste drei Gebäude mit einer Nutzfläche von 9216 m² und war im November 1971 nach 13 Monaten Bauzeit betriebsbereit. Die ausländischen Medienvertreter waren entweder in Kashiwagaoka selbst oder in der benachbarten Siedlung Midorimachi untergebracht. Für die japanischen Journalisten standen im Stadtzentrum zwei große Mietshäuser der staatlichen Wohnbaugesellschaft Nihon Jūtaku Kōdan zur Verfügung.
Nippon Telegraph and Telephone war für die gesamte Datenverarbeitung zuständig und löste damit den bisherigen Monopolanbieter IBM ab, der seit der erstmaligen Verwendung von Computern bei den Winterspielen 1960 tätig gewesen war. Untergebracht war das Rechenzentrum in einem neuen Gebäude in der Innenstadt. Die öffentlich-rechtliche Rundfunkanstalt NHK war verantwortlich für die Produktion der Fernsehübertragungen und die technischen Dienstleistungen für jene ausländischen Anstalten, die Übertragungsrechte erworben hatten. Für die exklusiven Rechte in den USA überwies NBC 6,401 Mio. US-Dollar (entspräche heute inflationsbereinigt ca. 41,5 Mio. Euro). Die Europäische Rundfunkunion bezahlte 1,233 Mio. $ (8 Mio. €) für die Rechte in 23 westeuropäischen Ländern, die NHK 530.000 $ (3,4 Mio. €) für Japan. Insgesamt kosteten die Übertragungsrechte 8,475 Mio. $ (54,9 Mio. €), mehr als der dreifache Betrag von 1968. Die Gesamtdauer der erstmals vollständig farbigen Fernsehübertragungen betrug 162 Stunden und 35 Minuten. Zu empfangen waren diese in 40 Ländern.

## Reaktionen im deutschsprachigen Raum
In Österreich empfanden weite Teile der Bevölkerung den Ausschluss von Karl Schranz als Verletzung des Nationalstolzes. Eine Welle der Empörung beherrschte zwei Wochen lang Schlagzeilen und Rundfunksendungen. Weit verbreitet war die Meinung, der „greise Millionär“ Avery Brundage habe sich mit den Kommunisten verschworen und Schranz „auf dem Altar eines schon seit langem verlogenen Amateurismus [geopfert]“. Aufrufe der Kleinen Zeitung und von Unterrichtsminister Fred Sinowatz, die gesamte österreichische Delegation solle aus Protest vorzeitig abreisen, verhallten indes ungehört, zumal Schranz selbst einen solch drastischen Schritt ablehnte. Am 8. Februar landete er auf dem Flughafen Wien-Schwechat, wo ihn eine durch die Berichterstattung euphorisierte Menschenmenge empfing. In Sinowatz’ Dienstwagen fuhr er ins Stadtzentrum, wobei zahlreiche Menschen am Straßenrand Spalier standen. Am Ballhausplatz angekommen, begab er sich zusammen mit Bundeskanzler Bruno Kreisky auf den Balkon des Bundeskanzleramtes, um sich von der jubelnden Menge feiern zu lassen. Schätzungen der Polizei gingen von etwa 87.000 Personen aus, die der als Heldenempfang inszenierten Rückkehr beiwohnten. Ähnliche Szenen wiederholten sich einen Tag später in Innsbruck. Die in Sapporo gebliebenen Sportler standen unter massivem Druck der Öffentlichkeit und erhielten zahlreiche Drohbriefe. Die einzige österreichische Goldmedaille durch Beatrix Schuba wurde als „Judas-Gold“ einer unsolidarischen „Verräterin“ verspottet. In ihrer Heimatstadt Wien war kein Empfang für die Eiskunstläuferin geplant worden, weshalb Linz kurzfristig einsprang.
Die Schweiz war in Sapporo so erfolgreich wie nie zuvor und klassierte sich im Medaillenspiegel als drittbeste Mannschaft. Acht Jahre zuvor, bei den Winterspielen 1964 in Innsbruck, hatte kein einziger Schweizer eine Medaille gewonnen. Daraufhin folgte eine tiefgreifende Reform der Spitzensportstrukturen, begleitet von der Einführung moderner Managementmethoden in den Verbänden, einer gezielten Nachwuchsförderung und der Gründung der Schweizer Sporthilfe. Als Schlüsselfigur des Erfolgs gilt Adolf Ogi, der technische Direktor des Schweizerischen Skiverbandes: Im Februar 1971 führte er eine Delegation an, die in Sapporo die Strecken vermaß, die Schneeverhältnisse mit wissenschaftlichen Methoden untersuchte und die Wetterbedingungen studierte. Dadurch konnten die Skiwachs-Mischungen der Firma Toko optimal an die Verhältnisse angepasst werden. Eine solche akribische Vorbereitung ist heutzutage üblich, war damals aber revolutionär. Während der „goldenen Tage von Sapporo“ setzte sich Ogi medienwirksam in Szene und erlangte derart große Bekanntheit, dass die Medien bald das Motto „Ogis Leute siegen heute“ prägten. Er nutzte diese Popularität für eine politische Karriere, die er 1987 mit der Wahl in den Bundesrat krönte.
Mit 14 Medaillen stellte die DDR das zweitbeste Team. Die Presse bejubelte die Erfolge und wetterte gleichzeitig gegen Journalisten aus der Bundesrepublik. So bezeichnete das Sportecho Versuche bundesdeutscher Medien, mit DDR-Sportlern in Kontakt zu treten, als „schmutziges Handwerk“. Ein weiterer Vorwurf lautete, sie seien „Vorreiter politischer Intrigen, bewusster Verleumdungen und grober Hetze“. Gemäß einem Bericht des Bundesnachrichtendienstes war die SED-Parteiführung mit der Wirkung der Propaganda dennoch unzufrieden: Die Bevölkerung habe sich zwar über die Erfolge gefreut, aber nicht genügend erkannt, dass diese auf der „Überlegenheit des Sozialismus“ basierten. Aufgrund der weiten Entfernung Sapporos galten die propagandistischen Bemühungen ohnehin überwiegend den kommenden Sommerspielen beim „Klassenfeind“ in München. Unter den Erwartungen schnitten die bundesdeutschen Athleten ab, die fünf Medaillen gewannen. Die Zeit führte dies darauf zurück, dass die Sportler durch die verstärkten Zuwendungen der Stiftung Deutsche Sporthilfe kurioserweise einem höheren Leistungsdruck ausgesetzt gewesen seien. Johann Baptist Gradl, der Vorsitzende des Kuratoriums Unteilbares Deutschland, vertrat die Meinung, dass Sportfunktionäre und Bevölkerung der Bundesrepublik begonnen hätten, Erfolge der DDR-Sportler zunehmend als Leistungen „deutscher“ und nicht „sozialistischer“ Sportler zu betrachten.

## Auswirkungen
Die Winterspiele in Sapporo galten als großer Erfolg und die Qualität der Organisation wurde allgemein gelobt. Laut Yugo Ono, Professor für Geo- und Umweltwissenschaften an der Universität Hokkaidō, habe die Stadt „unbestreitbar von den Olympischen Spielen profitiert“. Die Veranstaltung habe es ihr ermöglicht, ihr Wachstum und ihre Urbanisierung zu beschleunigen, was vor allem auf die zahlreichen neuen Infrastrukturen wie Straßen, U-Bahn und Sportanlagen zurückzuführen sei. Durch die Winterspiele habe Sapporo das Image einer jungen und weltoffenen Stadt erlangt. Die touristische Anziehungskraft erhöhte sich, insbesondere in der Wintersaison. Dies trifft vor allem auf das Sapporo-Schneefestival zu, das 1972 zum 23. Mal stattfand und durch die Winterspiele erstmals ins internationale Rampenlicht rückte.
Jean-Loup Chappelet, Professor für Public Management an der Universität Lausanne, schätzte die Auswirkungen auf die Umwelt als relativ gering ein und bezeichnete die Winterspiele 1972 als die ersten, bei denen Umweltfragen tatsächlich berücksichtigt worden seien. Im Falle der Abfahrtspisten am Eniwa trifft dies aber nur eingeschränkt zu: Kaum waren die olympischen Rennen vorbei, begann dort der Abbruch sämtlicher Anlagen, die nur ein Jahr lang genutzt worden waren. Das anschließende Wiederaufforstungsprogramm dauerte bis 1986. Vier Jahrzehnte nach den Winterspielen berichteten lokale Medien, dass die Schneisen mittlerweile zugewachsen seien, der neue Wald jedoch weiterhin eher einer Plantage gleiche und es wohl hundert Jahre dauern werde, bis der natürliche Zustand vollständig wiederhergestellt sei.
In Sapporo fanden seit 1972 zahlreiche bedeutende Sportveranstaltungen statt. Dazu gehören die Winter-Asienspiele in den Jahren 1986, 1990 und 2017 sowie die Nordischen Skiweltmeisterschaften 2007. Beide Sprungschanzen sind regelmäßig Austragungsort von Wettbewerben des Skisprung-Weltcups. Die Stadt zog eine Kandidatur für die Winterspiele 2026 in Betracht, zumal alle erforderlichen Sportanlagen bereits existieren und keine Neubauten erstellt werden müssten. Angesichts der Schäden, die durch das Hokkaidō-Erdbeben 2018 entstanden waren, zog die Stadt am 17. September 2018 die Kandidatur offiziell zurück, bleibt aber an einer Ausrichtung im Jahr 2030 interessiert.